# Amoklauf an der Columbine High School

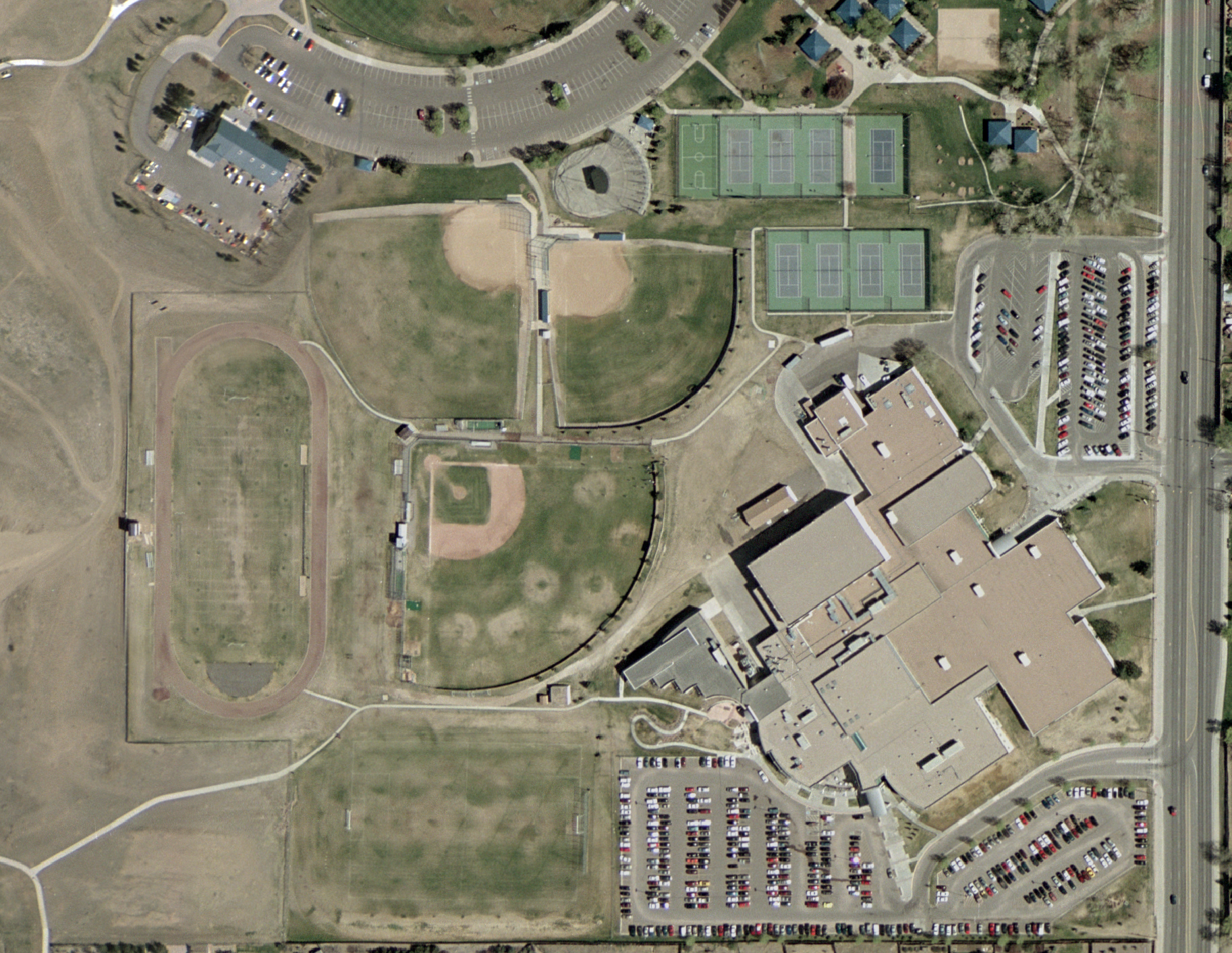
Luftaufnahme der Columbine High School

Der Amoklauf an der Columbine High School, auch als Schulmassaker von Littleton bekannt, ereignete sich am 20. April 1999 an der Columbine High School in Columbine, einem nahe Littleton gelegenen Vorort von Denver im US-Bundesstaat Colorado. Bei dem Amoklauf erschossen zwei Abschlussklässler innerhalb einer Stunde zwölf Schüler im Alter von 14 bis 18 Jahren, einen Lehrer und sich selbst. Weitere 24 Menschen wurden verletzt. Die zum Tatzeitpunkt 17 Jahre alte Anne Marie Hochhalter starb als 14. Todesopfer 2025 im Alter von 43 Jahren an den Spätfolgen des Amoklaufs. Viele der Überlebenden berichteten anlässlich des 20. Jahrestages im Jahr 2019, noch immer an den Folgen des Ereignisses zu leiden.
Die Täter – der 18-jährige Eric Harris und der 17-jährige Dylan Klebold – hatten den Massenmord monatelang vorbereitet, und nicht als Amoklauf, sondern als Bombenanschlag auf ihre Schule geplant, bei dem mehrere hundert Menschen sterben sollten. Aufgrund eines technischen Fehlers explodierten die von ihnen zu diesem Zweck in der Schulcafeteria platzierten Bomben jedoch nicht, weshalb sie ihren Plan spontan änderten und begannen, auf ihre Mitschüler zu schießen.
Ihre Motive konnten nicht mit Gewissheit geklärt werden. Während der Amoklauf in den Medien häufig als Racheakt für erlittenes Mobbing in der Schule eingestuft wurde, gingen die Ermittlungsbehörden nach Auswertung der von den Tätern hinterlassenen Tagebuch- und Videoaufzeichnungen davon aus, dass es ihnen in erster Linie darum ging, berühmt zu werden. Einzelne Experten vermuten auch eine politische oder ideologische Motivation. Bei beiden Tätern wurden post mortem schwere psychische Störungen diagnostiziert.
Es war nicht der erste Amoklauf an einer Schule in den Vereinigten Staaten, aufgrund der enormen Medienberichterstattung erregte der Fall jedoch erstmals weltweites Aufsehen. Die Tat entfachte zahlreiche öffentliche Debatten über mögliche Ursachen und Mitschuldige, wobei vor allem Mobbing, Psychopharmaka, die Verantwortung von Eltern und Lehrkräften, der Einfluss der Musikindustrie und von fiktionaler Gewalt auf Jugendliche, Subkulturen sowie das vielfach als zu liberal kritisierte Waffenrecht der USA diskutiert wurden. Als Reaktion auf den Vorfall erhöhten viele Schulen ihre Sicherheitsvorkehrungen und die US-Polizei änderte ihre Taktik beim Einschreiten in Amoklagen.
Die Tat gilt wegen ihrer weitreichenden Folgen als Wendepunkt in der Kultur der Vereinigten Staaten und wird insbesondere von den Generationen X und Y zu den bedeutendsten historischen Ereignissen der 1990er Jahre gezählt. Der Amoklauf an der Columbine High School ist zum Archetyp des School Shootings geworden und hat Einzug in die Populärkultur gehalten. Der nach der Tat weltweit zu verzeichnende Anstieg an Schulschießereien wird oft als „Columbine-Effekt“ bezeichnet, weil viele der späteren Amokläufer das Schulmassaker von Littleton als Inspiration für ihre eigene Tat nannten. In den USA werden Schüler, die nach dem 20. April 1999 geboren wurden, als „Generation Columbine“ bezeichnet, die nie eine Welt ohne School Shootings erlebt hat.

## Vorgeschichte

### Biografien der Täter

#### Kindheit und familiärer Hintergrund
Eric David Harris wurde am 9. April 1981 als der jüngere von zwei Söhnen des aus Colorado stammenden Ehepaars Wayne und Katherine Harris in Wichita, Kansas, geboren. Bedingt durch den Beruf des Vaters, der Transportpilot bei der U.S. Air Force war, zog die Familie mehrmals innerhalb der USA um und lebte unter anderem in Beavercreek, Ohio, und Oscoda, Michigan, sowie in Plattsburgh im Bundesstaat New York. Harris empfand die häufigen Umzüge und die damit verbundenen Schulwechsel als belastend, da er sich jedes Mal einen neuen Freundeskreis aufbauen musste. 1993 ließ sich die Familie schließlich dauerhaft in Littleton nieder, wo Wayne Harris nach seinem Ausscheiden aus dem Militärdienst für ein Flugsicherheitsunternehmen arbeitete und Katherine Harris Anstellung bei einer Catering-Firma fand. Als Kind spielte Harris Fußball und Baseball in der Little League. Im Alter von 12 Jahren wurde er operiert, um eine angeborene Thoraxdeformität zu korrigieren. Kindheitsfreunde beschrieben ihn rückblickend als schlauen, schüchternen, respektvollen und normalen Jungen, der „nicht so zu sein schien, wie die Medien ihn [nach dem Amoklauf] porträtierten.“
Dylan Bennet Klebold kam am 11. September 1981 in Lakewood, Colorado, zur Welt, wuchs in Littleton auf und hatte wie Harris einen drei Jahre älteren Bruder. Sein Vater Thomas Klebold, ein Geophysiker, betätigte sich als Berater für Ölfirmen und selbstständiger Hypothekenverwalter. Seine Mutter Sue Klebold entstammt einer jüdischen Familie aus Columbus, Ohio, und unterstützte als Angestellte am Colorado Community College Menschen mit Behinderung bei der Integration in den Arbeitsmarkt. Die Familie gehörte der lutherischen Kirche an, pflegte aber auch jüdische Traditionen. Klebold galt als hochintelligent, zeigte eine außergewöhnliche Begabung für Mathematik und wurde ein Jahr vorzeitig eingeschult. In der Elementary School nahm er an einem Programm für besonders talentierte Kinder teil. Er spielte ebenfalls Fußball und war Pitcher in der Little League. Seine Eltern duldeten keine Waffen in ihrem Haushalt. Zeitgenossen beschrieben ihn als sehr schüchternen, sanftmütigen Jungen mit geringem Selbstwertgefühl, der sich leicht gedemütigt fühlte und schlecht verlieren konnte.

#### Jugend und gemeinsame Schulzeit
Harris und Klebold lernten sich 1993 auf der Ken Caryl Middle School kennen und wurden enge Freunde. In ihrer Freizeit beschäftigten sie sich häufig mit Computern, dem Internet und Videospielen. Ab 1995 besuchten sie die Columbine High School im Schulbezirk des Jefferson County. In der sozialen Hierarchie der Schule standen sie auf der untersten Stufe, entgegen ursprünglichen Medienberichten waren sie jedoch keine Einzelgänger, sondern hatten einen vergleichsweise großen Freundeskreis, der vor allem aus Nerds und Computerfreaks bestand. Beide Täter hatten keine feste Freundin und äußerten sich in ihren Aufzeichnungen frustriert über ihre nicht erwiderten Gefühle für verschiedene Mädchen. Während Klebold zu schüchtern war, um Mädchen anzusprechen, wurde Harris häufig abgewiesen.
Laut mehreren Zeugen wurden beide Täter oft von den sozial erfolgreicheren Schülern – sogenannten Jocks – gemobbt, wobei sie sowohl verbal als auch physisch attackiert wurden. Beispielsweise berichteten Mitschüler über mehrere Vorfälle, bei denen Harris und Klebold mit Glasflaschen oder Lebensmitteln beworfen oder als „Schwuchteln“ beschimpft worden waren. Gegenüber seinem Vater äußerte Klebold, dass er mit seiner Körpergröße von über 1,90 m nicht herumgeschubst werde, aber dass Harris häufig Schikanen ausgesetzt sei. Nach anderen Zeugenaussagen hätten beide Täter aber auch selbst andere Schüler eingeschüchtert und mit aggressivem oder provokantem Verhalten Konflikte heraufbeschworen. Im Dezember 1998 drehten Harris und Klebold im Rahmen ihres Videokurses einen fiktionalen Kurzfilm mit dem Titel Hitmen for Hire, in dem sie Auftragskiller spielen, die den Peiniger eines Mobbingopfers erschießen und eine Schule in die Luft sprengen. Auszüge des Videos wurden nach dem Amoklauf vom US-Sender Fox News landesweit ausgestrahlt.
Neben dem Unterricht engagierten sich beide Täter für den Schülersender und assistierten bei der Betreuung des Computernetzwerks der Schule; Klebold kümmerte sich zudem um die Tontechnik bei Aufführungen der Theatergruppe. Während Harris bis zuletzt als guter Schüler galt, ließen Klebolds schulische Leistungen im Laufe der Zeit nach und seine Lehrer bemerkten, dass er häufiger im Unterricht schlief. Im Dezember 1997 schrieb Harris einen Schulaufsatz zum Thema „Waffen in Schulen“, in dem er sich auf mehrere Schulschießereien bezog, die sich in den Wochen zuvor in den USA ereignet hatten. Als Problemlösung schlug er Metalldetektoren und erhöhte Polizeipräsenz vor. Klebold reichte im Februar 1999 einen Aufsatz ein, der von einem ihm ähnelnden Mann handelte, der „Jocks“ erschießt. Seine Lehrerin zeigte sich von der gewalthaltigen Erzählung verstört, weshalb sie das Gespräch mit seinen Eltern suchte. Sie vereinbarten die Konsultation eines Schulberaters, der Klebold ermahnte, darüber hinaus aber keine Konsequenzen zog.
Der Amoklauf fand nur wenige Tage vor ihrem anstehenden Schulabschluss statt. Beide Täter hatten sich bereits zu Zukunftsplänen geäußert. Klebold war für ein Informatikstudium an der University of Arizona akzeptiert worden und hatte sich Ende März 1999 mit seinen Eltern den Campus angesehen; Harris hatte sich bei den Marines beworben und bereits den schriftlichen Aufnahmetest mit überdurchschnittlichem Ergebnis bestanden. Seine Bewerbung wurde jedoch kurz vor dem Amoklauf abgelehnt, nachdem der Rekrutierer erfahren hatte, dass Harris ein Antidepressivum zur Behandlung einer Depression einnahm. Auf die Ablehnung soll Harris enttäuscht, aber nicht niedergeschlagen reagiert haben. Am 17. April 1999 – drei Tage vor dem Amoklauf – ging Klebold mit mehreren Freunden zur Prom, wo sie ihn gutgelaunt erlebten und er darauf bestand, nach dem Schulabschluss in Kontakt zu bleiben. Harris gesellte sich zur After-Prom-Party dazu, auf der sie bis in die frühen Morgenstunden mit ihren Mitschülern feierten.

#### Erste Straffälligkeiten
Ab Januar 1997 begaben Harris und Klebold sich auf mehrere nächtliche Streifzüge, bei denen sie an Häusern und sonstigem Eigentum von Leuten, die sie nicht mochten, Vandalismus betrieben. Sie wurden dabei weder erwischt noch bemerkten ihre Eltern, wenn sie nachts für Stunden aus dem Haus schlichen. Im September 1997 ergatterten Harris, Klebold und ein Freund der beiden durch einen Hack in das Computersystem der Columbine High School eine Liste mit den Zahlenschlosskombinationen der Schüler-Spinde. Nachdem sie einige Spinde geöffnet hatten, kam ihnen die Schulleitung auf die Schliche und sie wurden für mehrere Tage vom Unterricht ausgeschlossen. Einige Monate später wurde Klebold ein weiteres Mal vorübergehend suspendiert, weil er vorsätzlich den Spind eines Mitschülers beschädigt hatte. Der ihn bestrafende Lehrer erinnerte sich später daran, dass Klebold wütend auf seine erneute Suspendierung reagiert und sich über das Schulsystem und die ungleiche Behandlung von Schülern geärgert habe.
Harris betrieb eine Blog-ähnliche AOL-Website, auf der er ab Anfang 1997 über seinen zunehmenden Hass auf seine Mitmenschen und die Gesellschaft schrieb, von seinen ersten Erfolgen beim Bauen von Sprengsätzen berichtete und Morddrohungen gegen Mitschüler aussprach. Zu den bedrohten Personen gehörte Brooks Brown, ein Freund beider Täter, mit dem Harris sich vorübergehend überworfen hatte. Im Februar 1998 wurde in Harris’ Nachbarschaft eine selbstgebaute Rohrbombe gefunden, deren Hersteller die Polizei nicht ermitteln konnte. Im folgenden Monat wurde Brown von Klebold auf Harris’ Website hingewiesen, woraufhin Browns Eltern die Polizei verständigten. Diese überprüfte die Website und erarbeitete – auch vor dem Hintergrund des Bombenfunds – einen Antrag auf Erlass eines richterlichen Durchsuchungsbeschlusses für Harris’ Elternhaus. Der Antrag geriet jedoch in Vergessenheit, da der sachbearbeitende Beamte andere Aufgaben zugewiesen bekam, sodass Harris unbehelligt blieb. Nach dem Amoklauf entschieden hochrangige Beamte des Jefferson County Sheriff’s Office in einem geheimgehaltenen Treffen mit dem District Attorney, die Existenz des Antrags zu verschweigen. Im April 2001 wurde seine Veröffentlichung aber schließlich gerichtlich angeordnet, nachdem investigative Journalisten von der Anzeige der Browns erfahren und gemeinsam mit Opferangehörigen auf Akteneinsicht geklagt hatten. Die unterlassene Weiterverfolgung und das Verschweigen des Antrags zogen keine rechtlichen Konsequenzen für die Beamten nach sich. Harris’ Interneteinträge waren bereits kurz nach dem Amoklauf von AOL entfernt und dem FBI übergeben worden.
Am 30. Januar 1998 brachen Harris und Klebold einen Van auf, aus dem sie Elektrogeräte stahlen. Sie wurden noch in Tatortnähe mit dem Diebesgut von einer Polizeistreife aufgegriffen und festgenommen. Im Gegenzug für ihr Schuldbekenntnis wurde auf die Verhängung einer Haftstrafe verzichtet. Stattdessen wurden sie am 25. März 1998 zur Teilnahme an einem zwölfmonatigen Programm für jugendliche Ersttäter (Diversion Program) verpflichtet, während dessen sie gemeinnützige Arbeit leisten, an Beratungssitzungen teilnehmen und ein Anti-Aggressivitäts-Training durchlaufen mussten. Sie zeigten sich einsichtig und kooperativ, sodass sie das Programm aufgrund guter Prognose Anfang Februar 1999 vorzeitig beenden durften. Im Abschlussbericht wurde Klebold „sehr großes Potenzial“ bescheinigt, und über Harris hieß es: „Eric ist ein sehr intelligenter junger Mann, der wahrscheinlich Erfolg im Leben haben wird.“ Im Anschluss an das Programm traten sie eine einjährige Bewährungszeit an.

### Planung und Vorbereitung der Tat

#### Ursprungsplan
Aus den hinterlassenen Aufzeichnungen der Täter geht hervor, dass sie die Tat über ein Jahr lang geplant hatten. Klebold, der seit März 1997 eine Art Tagebuch geführt hatte, äußerte darin erstmals im November 1997 den Gedanken, sich eine Waffe zu besorgen und Amok zu laufen. Im Februar 1998 erwähnte er in seinen Notizen als Erster den geplanten Anschlag. Harris schrieb in seinem ab April 1998 geführten Tagebuch zunehmend konkret über ihr Vorhaben, das ursprünglich aus mehreren Akten bestand: Zunächst planten sie, zwei selbst gebaute Propangasbomben mithilfe von Zeitzündern in der Schulcafeteria explodieren zu lassen. Danach wollten sie möglichst viele Überlebende der Explosion bei deren Flucht aus dem Schulgebäude erschießen. Schließlich sollten weitere Zeitbomben in ihren Autos auf dem Schulparkplatz detonieren und die eintreffenden Polizisten, Rettungskräfte und Reporter töten. Sie beabsichtigten die Ermordung von mehreren hundert Menschen und nahmen selbst den Tod ihrer eigenen Freunde in Kauf. Später von den Ermittlern durchgeführte Computersimulationen ergaben, dass eine Explosion der Bomben in der Cafeteria mit hoher Wahrscheinlichkeit die Decke zum Einsturz gebracht und zu einer derartig hohen Opferzahl geführt hätte. Für den Fall, dass sie die ersten drei Akte ihres Plans überleben würden, spielte Harris – zwei Jahre vor den Terroranschlägen vom 11. September 2001 – in seinem Tagebuch mit dem Gedanken, ein Flugzeug zu entführen und es über New York City abstürzen zu lassen. Sie studierten die Abläufe und Gewohnheiten an ihrer Schule, legten Handzeichen fest, mit denen sie während des Angriffs untereinander kommunizieren wollten, und visierten den Monat April 1999 für die Tatbegehung an.

#### Waffenarsenal
Während des Amoklaufs schoss Harris mit einer abgesägten Pumpgun und einer halbautomatischen Schusswaffe vom Typ Hi-Point Carbine. Klebold verwendete eine halbautomatische TEC-9 und eine abgesägte doppelläufige Schrotflinte. Insgesamt feuerten sie am Tattag 188 Schüsse ab. Neben den Schusswaffen und selbst gebauten Propangasbomben bestand ihr angehäuftes Waffenarsenal zudem aus mehreren Messern sowie insgesamt fast 100 selbst hergestellten Molotowcocktails, Kohlenstoffdioxid- und Rohrbomben, die sie in diversen Verstecken in ihren Zimmern lagerten und am Tattag in Rucksäcken, Sporttaschen sowie an Gurtgeschirren befestigt an ihren Körpern mit sich führten. Später fanden die Ermittler auch Hinweise, dass die Täter daran gearbeitet hatten, Napalm herzustellen, das sie am Tattag aber nicht einsetzten.
Die Schusswaffen und die passende Munition hatten sie sich mithilfe ihrer volljährigen Freunde Robyn Anderson, Mark Manes und Philip Duran besorgt, die nicht wussten, wofür die Waffen verwendet werden sollten. Die 18-jährige Anderson hatte die drei Gewehre im November 1998 auf einer Waffenausstellung von Privatleuten für die noch minderjährigen Täter gekauft. Die TEC-9 erwarb Klebold im Januar 1999 für 500 US-Dollar von Manes; der Kontakt war von Duran hergestellt worden. Das Geld für den Waffenkauf verdienten Harris und Klebold als Aushilfen bei einer Pizzalieferantenkette. Am 6. März 1999 fuhren sie mit Manes, dessen Freundin und Duran in ein Waldgebiet, um Schießen zu üben, wobei sie sich von Duran filmen ließen. Die Aufnahmen wurden nach der Tat veröffentlicht und unter dem Titel Rampart Range bekannt. Manes begleitete die Täter kurz vor dem Amoklauf zu zwei weiteren Schießübungen.
Ihr Vorhaben blieb bis zuletzt unbemerkt. Zwar wussten ihre engsten Freunde, dass die beiden Bomben bauten und sich Waffen besorgt hatten, sie sahen darin jedoch keine ernste Bedrohung. Auch einige Äußerungen der Täter, die ihre Freunde rückblickend als mögliche Andeutungen der Tat interpretierten, wurden im Vorfeld nicht als solche erkannt oder ernst genommen. Dennoch standen Harris und Klebold einige Male kurz davor, bei ihren Vorbereitungen entdeckt zu werden. So soll Harris einem Freund erzählt haben, dass sein Vater im Februar 1998 eine seiner Rohrbomben gefunden habe. Wayne Harris habe die Bombe daraufhin zunächst im Elternschlafzimmer aufbewahrt und sie später im Freien explodieren lassen. (Da es sich lediglich um eine Zeugenaussage vom Hörensagen handelte, Wayne Harris den Vorfall bestritt und es keine weiteren Beweise dafür gab, dass er sich tatsächlich ereignet hatte, wurde Harris’ Vater strafrechtlich nicht belangt.) Im Dezember 1998 rief ein Mitarbeiter des Waffenladens, bei dem Harris Munition bestellt hatte, im Haus seiner Eltern an, um mitzuteilen, dass die Ware eingetroffen sei. Harris’ Vater, der den Anruf entgegengenommen hatte, hielt die Bestellung für einen Irrtum und stellte keine weiteren Fragen.

#### Selbstinszenierung
Harris und Klebold waren die ersten School Shooter, die sich selbst medienwirksam als Antihelden inszenierten und eine eigene „Marke“ kreierten, indem sie ihr Gedankengut über das Internet verbreiteten, kulturelle Bezüge zu Musik, Filmen sowie Videospielen herstellten und der Nachwelt zahlreiche Aufzeichnungen sowie Skizzen hinterließen, die Aufschluss über ihre Absichten, Vorgehensweise und Motivation geben sollten. Der Autor André Grzeszyk schrieb über ihre Selbstdarstellung: „[Sie] verwalteten im Bewusstsein dessen, was passieren würde, durch ihre Aufzeichnungen schon vor ihrem Tod ihr Erbe – das eigene Bild, wie sie es später medial rekonstruiert sehen wollten. Dass ihre Tagebücher von der Polizei veröffentlicht wurden […] tat ein Übriges, um sie weltweit bekannt zu machen.“ Laut dem Journalisten Joachim Gaertner hätten Harris und Klebold die Tat in ihren Aufzeichnungen in einer Art literarischen Fantasie ausgemalt, und es werde deutlich, „[…] wie sich die beiden immer mehr an ihren eigenen Fantasien berauschten, wie sie Hass und Aggression geradezu aufsaugten, wie sie ihre eigenen Texte als Verheißung des ultimativen und dann realen Kicks nahmen“. Das Monströse ihrer Tat und ihrer Fantasien stehe im auffallenden Gegensatz zu ihren alltäglichen, gewöhnlichen Lebenszeugnissen und man erahne, dass diese beiden Teenager keine Monstren, sondern überraschend normal gewesen seien.
Ab dem 15. März 1999 drehten die beiden mehrere Videos, die sie für die Öffentlichkeit vorgesehen hatten. Auf den Bändern präsentierten sie sich als ihre selbst ausgedachten Alter Egos „Reb“ (Harris) und „VoDkA“ (Klebold) und sprachen über ihren Anschlagsplan sowie ihre Beweggründe. Die Videos wurden als Basement Tapes bekannt, weil sie überwiegend im Keller des Hauses der Familie Harris gedreht wurden. Die Aufnahmen wurden den Eltern der Täter, Opferangehörigen sowie einem ausgewählten Kreis an Journalisten gezeigt, aber aus Sorge vor Nachahmungstätern nie veröffentlicht und im Jahr 2011 vernichtet. Eine Zusammenfassung ihres Inhalts sowie Zitate der Täter wurden dennoch von der Presse publiziert und mit dem offiziellen Polizeibericht bekannt gegeben.
Die Selbstinszenierung der beiden Täter zeigte sich auch anhand ihrer Kleidung: In ihren selbst gedrehten Videos zeigten sie sich häufig mit umgedrehten Baseballcaps, Sonnenbrillen und in langen schwarzen, Trenchcoat-ähnlichen Mänteln. Am Tattag verbargen sie unter diesen Mänteln ihre Waffen und trugen Combat-Hosen, Kampfstiefel sowie selbstdesignte T-Shirts. Auf Harris’ Shirt befand sich die Aufschrift Natural Selection (natürliche Selektion), und auf Klebolds Shirt stand Wrath (Zorn) geschrieben. Außerdem teilten sie sich ein Paar schwarze, fingerlose Handschuhe, wobei Harris den rechten und Klebold den linken Handschuh anzog. Die Ästhetik, die sie mit ihren Outfits schufen, wurde später von mehreren Nachahmungstätern kopiert.

## Tathergang

### Ereignisse kurz vor dem Amoklauf

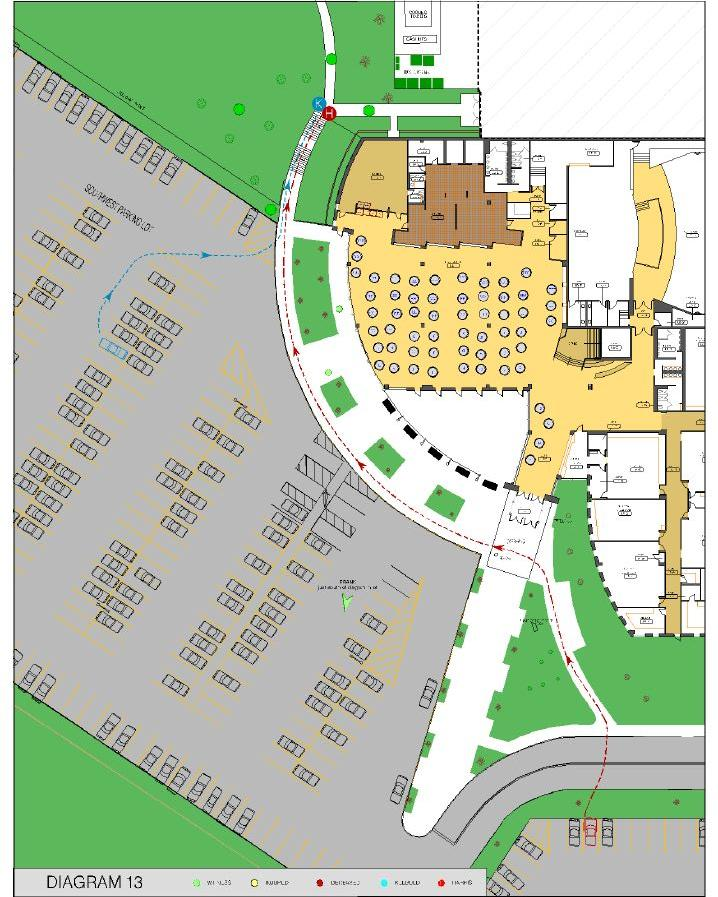
Vom FBI erstelltes Diagramm von Parkplatz und Cafeteria der Columbine High School

Am Morgen des 20. April 1999, einem Dienstag, verließen die Täter vor Sonnenaufgang (6:15 Uhr) ihre Elternhäuser. Anstelle ihres Bowling-Unterrichts suchten sie ein Geschäft auf, in dem sie die Propangasflaschen für ihre Bomben besorgten. Danach fuhren sie zum Haus der Familie Harris, wo sie die Bomben fertig bauten, ihre Autos beluden und ein kurzes Abschiedsvideo – den letzten Teil der Basement Tapes – drehten. Anschließend fuhren sie getrennt zu einem nahegelegenen Park, wo sie eine Bombe platzierten, deren Zeitzünder sie auf 11:14 Uhr einstellten. Die Explosion dieser Bombe sollte die Polizei zunächst vom eigentlichen Tatort ablenken, verursachte aber nur ein von den Einsatzkräften nicht weiter beachtetes Grasfeuer.
Nach Behördenangaben erreichten die Täter gegen 11:10 Uhr den Südparkplatz der Columbine High School, auf deren Gelände sich an diesem Tag schätzungsweise rund 2.000 Schüler und 140 Angestellte befanden. Klebold parkte sein Auto vor der Schulcafeteria, Harris parkte knapp 100 Meter entfernt in der Nähe des Schülereingangs. Brooks Brown sah Harris ankommen, ging auf ihn zu und fragte ihn, warum er an diesem Morgen nicht zum Unterricht erschienen sei. Laut Brown habe Harris darauf geantwortet, dass dies keine Rolle mehr spiele, und ihn aufgefordert, das Schulgelände zu verlassen. Brown kam der Aufforderung nach.
Laut Polizeibericht betraten die Täter um kurz nach 11:14 Uhr die von vier Videokameras überwachte Cafeteria, in der sich zu diesem Zeitpunkt rund 500 Menschen aufhielten. Sie legten unbemerkt zwei Sporttaschen ab, in denen sich je eine Propangasbombe befand, deren Zeitzünder auf 11:17 Uhr eingestellt waren. Aufgrund eines Videobandwechsels wurde die Zeit zwischen 11:14 Uhr und 11:22 Uhr nicht von den Überwachungskameras aufgezeichnet, weshalb die Platzierung der Bomben nach offiziellen Angaben nicht gefilmt wurde. Später ließ eine von Amateuren durchgeführte Auswertung der veröffentlichten Videoaufnahmen jedoch Zweifel an der fehlenden Aufzeichnung und am offiziellen zeitlichen Ablauf der Tat aufkommen. Nach der Amateurauswertung sei Harris bereits um 10:58 Uhr beim Hereintragen einer der beiden Sporttaschen auf dem Videoband zu erkennen; wenige Sekunden später erscheine Klebold mit der anderen Sporttasche in der Hand im Bild der Überwachungskamera. Von Behördenseite wurde die Amateurauswertung nicht kommentiert und darauf verwiesen, dass die Ermittlungen des Falls abgeschlossen seien.

### 11:19 Uhr: Beginn des Amoklaufs

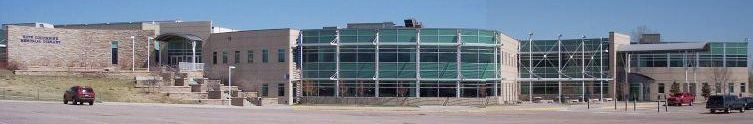
Außenaufnahme der Columbine High School mit Blick auf die Treppe zum Westeingang sowie die Fensterfront der Cafeteria im Erdgeschoss und der (ehemaligen) Bibliothek im darüberliegenden Stockwerk

Nachdem die Täter die Bomben in der Cafeteria platziert hatten, kehrten sie zu ihren Autos zurück, wo sie sich bewaffneten und auf die Explosion warteten. Da diese aufgrund eines technischen Fehlers ausblieb, änderten sie spontan ihren Plan und eröffneten um 11:19 Uhr am oberen Ende der Treppe zum Westeingang der Schule das Feuer auf in der Nähe befindliche Schüler. Außerdem zündeten sie Rohrbomben und warfen sie die Treppe hinunter sowie auf das Dach des Schulgebäudes. Das erste Todesopfer war die 17-jährige Rachel Joy Scott, die ihre Mittagspause mit dem gleichaltrigen Richard Castaldo auf dem Rasen vor dem Westeingang verbracht hatte und von Harris erschossen wurde. Castaldo erlitt mehrere Schussverletzungen und trug eine dauerhafte Querschnittslähmung ab der Taille davon. Daniel Rohrbough, Sean Graves und Lance Kirklin wurden von mehreren Schüssen getroffen, als sie die Treppe hochkamen. Der 15-jährige Rohrbough erlag seinen Verletzungen noch vor Ort.
Als Nächstes schossen die Täter auf eine Gruppe von fünf Schülern, die sich auf einem Hügel neben der Treppe befand. Michael Johnson und Mark Taylor wurden dabei schwer verletzt, die drei anderen Schüler entkamen körperlich unversehrt. Während Harris weiter um sich schoss, ging Klebold die Treppe hinunter zum Seiteneingang der Cafeteria, um – wie die Ermittler später vermuteten – nachzusehen, warum die Bomben nicht explodiert waren. Auf dem Weg dorthin schoss er erneut auf den bereits tödlich verletzten Rohrbough und aus nächster Nähe auf den ebenfalls verletzt am Boden liegenden Kirklin. Dieser überlebte, musste sich später jedoch mehreren chirurgischen Eingriffen unterziehen. Der durch seine erlittenen Schussverletzungen von der Taille abwärts gelähmte Graves hatte es auf der Suche nach Deckung bis zum Seiteneingang der Cafeteria geschafft, wo er liegen blieb und sich tot stellte, als Klebold beim Betreten der Cafeteria über ihn hinwegschritt.
Zu Beginn des Amoklaufs hatten die Schüler in der Cafeteria die von draußen zu hörende Schießerei noch für einen Streich des Abschlussjahrgangs oder eine Filmproduktion für Harris’ und Klebolds Videokurs gehalten. Der Lehrer William David „Dave“ Sanders hatte die Gefahr hingegen früh erkannt und die Schüler aufgefordert, sich in Sicherheit zu bringen, woraufhin diese aus der Cafeteria geflüchtet waren oder sich unter Tischen und in der Küche versteckt hatten. Klebold blickte sich kurz in der Cafeteria um, ohne zu schießen oder sich den Bomben zu nähern, und kehrte anschließend zu Harris auf die Treppe zurück, von wo aus sie weiter auf fliehende Schüler schossen. Anne Marie Hochhalter wurde dabei von Harris’ Schüssen getroffen, erlitt eine bleibende Querschnittslähmung ab der Taille und erlag Anfang 2025 den Spätfolgen ihrer Verletzungen.
Die Lehrerin Patricia Nielson, die im Inneren des Gebäudes Pausenaufsicht hielt, glaubte an einen Videodreh mit Spielzeugpistolen, als sie Harris mit seiner Waffe durch die Glasscheiben der Eingangstür erblickte, und machte sich auf den Weg nach draußen, um das Ganze zu unterbinden. Erst als Harris die Glastür zerschoss, sie durch einen Streifschuss an der Schulter verwundete und der neben ihr befindliche Schüler Brian Anderson von umherfliegenden Metall- und Glassplittern verletzt wurde, realisierte Nielson den Ernst der Lage. Sie und Anderson machten kehrt und rannten in die Bibliothek, wo Nielson die anwesenden Schüler aufforderte, sich unter den Tischen in Deckung zu begeben.
Circa um 11:22 Uhr wurde der Jefferson-County-Hilfssheriff Neil Gardner, der die Columbine High School regelmäßig patrouillierte, per Funk von einem Hausmeister zum Südparkplatz der Schule gerufen. Als Gardner gegen 11:24 Uhr mit seinem Streifenwagen dort eintraf, wurde er beim Aussteigen von Harris beschossen. Gardner begab sich hinter seinem Auto in Deckung und erwiderte das Feuer, verfehlte jedoch beide Täter, die sich sodann ins Schulgebäude begaben, wo sie durch die Flure schossen und Rohrbomben warfen. Dabei wurde die Schülerin Stephanie Munson verletzt und Dave Sanders angeschossen, der noch immer damit beschäftigt gewesen war, Schüler zu warnen und sie in Sicherheit zu bringen. Mit der Hilfe eines Kollegen konnte er schwerverletzt in einen Klassenraum gebracht werden, wo Schüler sich mit ihm verbarrikadierten, erste Hilfe leisteten und mehrmals den Notruf verständigten. Er verstarb einige Stunden später aufgrund seines hohen Blutverlustes, bevor Rettungskräfte ihn in ein Krankenhaus bringen konnten. Gegen 11:26 Uhr erschien Harris erneut im Westeingang und lieferte sich einen weiteren Schusswechsel mit Gardner, ehe er sich wieder ins Gebäude zurückzog.

### 11:29 Uhr bis 11:35 Uhr: Geschehnisse in der Bibliothek
Die Täter betraten um 11:29 Uhr die Bibliothek, wo sich zu diesem Zeitpunkt Nielson, drei weitere Angestellte und über 50 Schüler unter den Tischen sowie in angrenzenden Räumen versteckt hielten. Da Nielson gegen 11:25 Uhr den Notruf gewählt und die Telefonverbindung gehalten hatte, wurden die folgenden Ereignisse – Schüsse, Explosionen und Wortwechsel – vom Notrufmitschnitt aufgezeichnet. Die ersten vier der insgesamt 26 Minuten dauernden Aufzeichnung wurden später veröffentlicht.

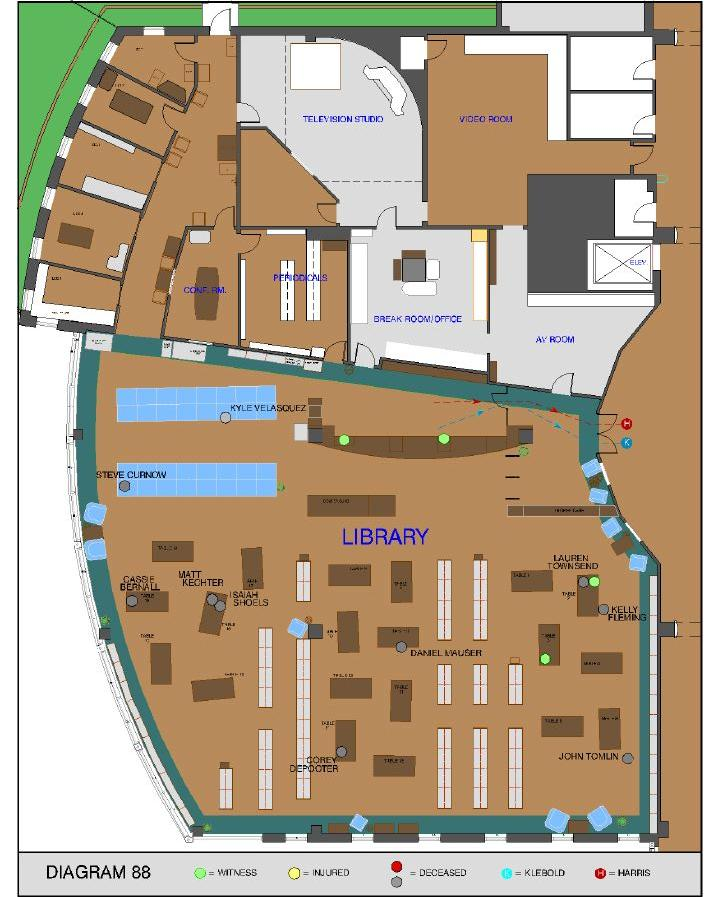
Vom FBI erstelltes Diagramm der Bibliothek der Columbine High School

Nachdem die Täter die in der Bibliothek anwesenden „Jocks“ vergeblich aufgefordert hatten, aus ihren Verstecken hervorzukommen, nahmen sie die einzelnen Tische unter Beschuss. Laut Augenzeugen gaben sie sich dabei gegenseitig Rückendeckung und ihre Handlungen wirkten koordiniert. Nachdem der 15-jährige Evan Todd durch umherfliegende Holzsplitter verletzt worden war, wurde der 16-jährige Kyle Velasquez von Klebolds Schüssen tödlich getroffen. Danach schossen die Täter durch die Bibliotheksfenster auf die inzwischen vor dem Schulgebäude eingetroffenen Polizeikräfte, richteten dabei aber nur Sachschäden an. Die Polizei erwiderte das Feuer, woraufhin sich die Täter von den Fenstern zurückzogen und damit fortfuhren, unter die Tische zu schießen und Sprengsätze zu werfen. Währenddessen verhöhnten und schikanierten sie lachend und grölend die unter den Tischen kauernden Schüler.
Klebold verletzte mit seinen Schüssen Daniel Steepleton, Makai Hall und Patrick Ireland, die sich unter demselben Tisch befanden. (Ireland erlitt durch seine Schussverletzungen eine vorübergehende halbseitige Lähmung und verlor in den kommenden Stunden mehrmals das Bewusstsein, bevor er es aus eigener Kraft zu einem der Bibliotheksfenster schaffte, durch das er sich um 14:38 Uhr vom ersten Stock in die Arme von Rettungskräften fallen ließ.) Harris tötete den 14-jährigen Steven Curnow und verletzte Kacey Ruegsegger schwer. Danach erschoss er die 17-jährige Cassie Bernall aus kurzer Distanz, wobei ihm der Rückstoß seiner Waffe die Nase brach. Zeugen berichteten später, dass er ab diesem Zeitpunkt benommen wirkte.
Inzwischen hatte Klebold den 18-jährigen Afroamerikaner Isaiah Shoels unter einem Tisch entdeckt und mit rassistischen Äußerungen beschimpft. Nachdem er vergeblich versucht hatte, Shoels unter dem Tisch hervorzuziehen, wurde dieser von Harris erschossen. Klebold tötete den neben Shoels befindlichen 16-jährigen Matthew Kechter. Danach warf Harris eine Bombe unter den Tisch, unter dem sich Steepleton, Hall und Ireland befanden. Hall gelang es, die Bombe wegzuwerfen, bevor sie in der Luft explodierte. Nachdem Klebold Mark Kintgen angeschossen hatte, feuerte er unter einen Tisch nahe dem Eingang, unter dem sich mehrere Mädchen in Deckung gebracht hatten. Dabei verletzte er Lisa Kreutz sowie Valeen Schnurr und tötete die 18-jährige Lauren Townsend. Harris schoss unter einen weiteren Tisch, wobei er John Tomlin und Nicole Nowlen verletzte. Als der 16-jährige Tomlin versuchte, sich aus Harris’ Schusslinie zu bewegen, wurde er von Klebold erschossen. Anschließend tötete Harris die 16-jährige Kelly Fleming. Seine Schüsse verletzten außerdem Jeanna Park und die bereits von Klebold angeschossene Lisa Kreutz.
Die Täter gestatteten lediglich einem einzigen Schüler, die Bibliothek zu verlassen: Als Harris fragte, wer sich unter einem der Tische befinde, hatte sich John Savage zu erkennen gegeben, den beide Täter kannten. Auf Savages Frage, ob sie ihn töten würden, zögerte Klebold kurz und sagte ihm dann, dass er gehen solle, woraufhin Savage davonrannte. Der 15-jährige Daniel Mauser, der sich am Nachbartisch von Savage befunden hatte, war der einzige Schüler, der sich zur Wehr setzte, indem er einen Stuhl gegen Harris stieß. Daraufhin wurde er von Harris erschossen. Der 17-jährige Corey DePooter war das letzte Todesopfer in der Bibliothek. Er starb, als die Täter um 11:35 Uhr mehrere Schüsse auf ihn abgaben und dabei auch Jennifer Doyle und Austin Eubanks verletzten. Obwohl die Täter genug Munition hatten, um auch die restlichen Schüler in der Bibliothek zu töten, feuerten sie keine weiteren Schüsse auf sie ab. Der Columbine-Autor Dave Cullen glaubt, dass Harris zu diesem Zeitpunkt das Interesse am Töten verloren habe und Klebold alles gleichgültig gewesen sei.

### 11:36 Uhr bis 12:08 Uhr: Endphase und Suizid der Täter
Um 11:36 Uhr verließen die Täter die Bibliothek. Sie streiften anscheinend ziellos durch die Flure und kamen an mehreren Klassenräumen vorbei, in denen sich noch viele Schüler versteckt hielten. Einige von ihnen berichteten später, dass die Täter durch die Türfenster Blickkontakt mit ihnen aufgenommen, aber keine Anstalten gemacht hätten, die Klassenzimmer zu betreten. Stattdessen schossen sie in leere Räume. Die Videokameras filmten um 11:44 Uhr, wie die Täter die Treppe zur Cafeteria herunterkamen, wo sich zu diesem Zeitpunkt noch einige Schüler unter den Tischen versteckten. Durch Schüsse und das Werfen eines Sprengsatzes in Richtung der beiden Propangasbomben versuchten die Täter, diese doch noch zur Explosion zu bringen, verursachten dabei aber lediglich einen Brand. Das Feuer trieb die Schüler aus ihren Verstecken und sie rannten durch die Notausgänge ins Freie. Die aktivierte Sprinkleranlage setzte die Cafeteria unter Wasser.
Gegen 12:00 Uhr kehrten die Täter in die Bibliothek zurück, wo sich zu diesem Zeitpunkt neben den zehn Toten nur noch Patricia Nielson, die sich in einem Schrank versteckt hatte, und die Schwerverletzten Patrick Ireland und Lisa Kreutz befanden. Die anderen Schüler waren in der Zwischenzeit durch die Notausgänge geflohen. Cullen vermutet, dass die Täter von der Bibliothek aus die für 12:00 Uhr geplante Explosion ihrer Autobomben beobachten wollten, die jedoch ebenfalls aufgrund eines technischen Fehlers ausblieb. Durch die Fenster lieferten sie sich einen letzten Schusswechsel mit der Polizei, bevor sie sich ins Innere der Bibliothek zurückzogen.
Einer der beiden Täter zündete noch einen Molotowcocktail, dann begingen sie nebeneinander Suizid, indem sie ihre Schusswaffen gegen sich selbst richteten. Anhand der Positionen, in denen ihre Leichen gefunden wurden, schlossen die Ermittler, dass Harris sich als erster der beiden erschoss. Der Molotowcocktail verursachte ein Feuer, das um 12:08 Uhr die Sprinkleranlage in der Bibliothek in Gang setzte. Aufgrund der später gesicherten Spuren am Tatort wurde festgestellt, dass die Täter zu diesem Zeitpunkt bereits tot waren.

## Einsatz der Polizei- und Rettungskräfte
Um 11:23 Uhr hatte die Einsatzleitstelle den ersten Notruf an alle in der Umgebung der Columbine High School befindlichen Polizei- und Rettungsfahrzeuge durchgegeben. In den darauffolgenden Minuten und Stunden trafen fast 800 Polizisten von 35 verschiedenen Strafverfolgungsbehörden mit ihren Fahrzeugen vor Ort ein. Die Beamten kesselten das Schulgebäude ein, beobachteten die Ausgänge, evakuierten diejenigen Schüler, die es aus dem Gebäude geschafft hatten, und gaben Feuerschutz. Rettungssanitäter und Feuerwehrleute versorgten die Verletzten und brachten sie in die umliegenden Krankenhäuser.
Die Einsatzkräfte berichteten später über chaotische Zustände. Hunderte panischer Menschen flüchteten aus der Schule, im Inneren des Gebäudes waren Schüsse sowie Explosionen zu hören und über dem Gelände kreisten Hubschrauber. Die Notrufleitungen waren vollkommen überlastet, da hunderte Schüler, die sich noch in der Schule befanden, per Handy um Hilfe riefen. Polizisten befragten die Geflohenen, um sich ein genaues Bild von der Situation im Gebäude zu machen, erhielten jedoch widersprüchliche Angaben über die Zahl der Angreifer, deren Aussehen und genauen Aufenthaltsort sowie die von ihnen verwendeten Waffen. Eltern, die in den Nachrichten von den Schüssen an der Columbine High School gehört hatten, machten sich auf den Weg zur Schule und mussten von den Einsatzkräften daran gehindert werden, sich dem Gebäude zu nähern.
Um 12:06 Uhr betrat die erste Spezialeinheit der Special Weapons and Tactics (SWAT) das Schulgebäude, ein zweites SWAT-Team folgte gegen 13:15 Uhr. Die Beamten überprüften der Reihe nach sämtliche Räume der Schule und evakuierten zahlreiche Schüler, die zur nahegelegenen Leawood Elementary School gebracht wurden, wo sich inzwischen die wartenden Angehörigen versammelt hatten. Laut Behördenangaben erreichte eines der SWAT-Teams gegen 14:42 Uhr den Raum, in dem sich Dave Sanders befand, für den jedoch jede Hilfe zu spät kam. Um 15:22 Uhr betraten die ersten Beamten die Bibliothek und vermeldeten kurz darauf den Fund der zehn getöteten Opfer sowie den Tod beider Täter. Außerdem retteten sie die fast verblutende Lisa Kreutz und evakuierten Patricia Nielson aus ihrem Versteck sowie die drei anderen Angestellten aus den Nebenräumen. Um 16:00 Uhr gab der Sheriff gegenüber den Medien den Tod der Täter bekannt und schätzte die Anzahl der Todesopfer irrtümlich auf etwa 25. Tatsächlich starben beim oder durch den Amoklauf – einschließlich der Täter – 16 Menschen. Drei der insgesamt 24 Verwundeten hatten sich ihre Verletzungen auf der Flucht vor den Tätern zugezogen.

## Ermittlungsverfahren
Nachdem zahlreiche Zeugen Harris und Klebold als Angreifer identifiziert hatten, beschafften die Ermittler Durchsuchungsbeschlüsse für deren Elternhäuser. Noch am Tattag stellten die Beamten in Harris’ Zimmer unter anderem Munition, Material zum Bauen von Bomben, eine Seite aus dem Anarchist Cookbook, Kalkulationen, Diagramme, einen Zeitplan sowie die Basement Tapes sicher. Aus Klebolds Zimmer wurden unter anderem Rohrbomben und mehrere Aufzeichnungen beschlagnahmt. In der Nacht vom 20. auf den 21. April 1999 durchsuchten Beamte des ATF das Schulgebäude nach Sprengstoff und überprüften dabei jeden einzelnen der knapp 2.000 Schüler-Spinde sowie rund 700 Rucksäcke, die Schüler bei ihrer Flucht zurückgelassen hatten. Ein Teil der sichergestellten Bomben war bereits explodiert und hatte massiven Schaden am Gebäude angerichtet, mehrere Bomben waren jedoch noch intakt und mussten kontrolliert gesprengt werden. Nachdem das Gebäude gesichert worden war, begannen circa 40 Beamte damit, auf einer Fläche von fast 25.000 m² Spuren zu sichern. Die Auflistung des sichergestellten Beweismaterials umfasste schließlich 30.000 Seiten. Die Leichen der Opfer und Täter wurden erst am Tag nach dem Amoklauf in die Gerichtsmedizin überführt.
In den ersten 72 Stunden nach Beginn des Amoklaufs hatte die Polizei circa 500 Zeugen verhört, später folgten weitere 5.000 Vernehmungen. Zu Beginn des Ermittlungsverfahrens glaubten die Beamten aufgrund des Ausmaßes der Tat, dass es weitere Tatbeteiligte geben müsse, und so gerieten auch einige Schulfreunde von Harris und Klebold unter Tatverdacht. Drei von ihnen wurden noch am Tattag verhaftet, kurz darauf aber aus Mangel an Beweisen wieder freigelassen. Robyn Anderson und Mark Manes stellten sich am Tag nach dem Amoklauf bzw. im Mai 1999 der Polizei und gestanden, den Tätern die Schusswaffen besorgt zu haben. Insgesamt dauerte das Ermittlungsverfahren, an dem rund 100 Beamte von 20 verschiedenen Behörden beteiligt waren, sechs Monate. Seine Ergebnisse veröffentlichte das Jefferson County Sheriff’s Office im Mai 2000 mit dem offiziellen Columbine Report. Im November desselben Jahres brachte die Behörde rund 11.000 Seiten mit den protokollierten Zeugenaussagen heraus. Bis Oktober 2003 wurden sukzessive weitere Dokumente im Gesamtumfang von 15.000 Seiten herausgegeben. Im Jahr 2006 veröffentlichte das Sheriff’s Office zudem die über 900 Seiten umfassenden persönlichen Aufzeichnungen und Dokumente der Täter (Columbine Documents).
In dem im Mai 2000 veröffentlichten Untersuchungsbericht wurde angegeben, dass Daniel Rohrbough zuerst von Harris’ Schüssen getroffen, dann aber von Klebold aus kurzer Distanz erschossen worden sei. Rohrboughs Eltern bezweifelten diese Version des Tatgeschehens, da der Untersuchungsbericht in ihren Augen Widersprüche aufwies. Sie vermuteten vielmehr, dass ihr Sohn versehentlich von den Schüssen eines Polizisten getötet worden sei. Die daraufhin eingeleitete unabhängige Untersuchung durch das Sheriff’s Office des benachbarten El Paso County kam im April 2002 aufgrund des ballistischen Gutachtens und mehrerer Zeugenaussagen zu dem Ergebnis, dass der tödliche Schuss „ohne begründete Zweifel“ durch Harris abgegeben worden war.

## Psychologisches Profil der Täter

### Grundlage der Profilerstellung
Im Nachhinein erstellten Fallanalytiker des FBI auf Basis der hinterlassenen Tagebuch- und Videoaufzeichnungen ein psychologisches Profil der Täter. Sie kamen dabei zu dem Schluss, dass Harris ein homizidaler Psychopath, Klebold hingegen depressiv und suizidal gewesen sei. Der mit dem Fall als leitender FBI-Ermittler befasste Psychologe Dwayne Fuselier erklärte: „[Eric] ging zur Schule, um Menschen zu töten, und es war ihm egal, ob er sterben würde, während Dylan sterben wollte und es ihm egal war, ob andere ebenfalls sterben würden.“ Der Soziologe und Autor Ralph Larkin kritisierte diese Charakterisierung als „vereinfacht“. Sie verschlinge die Identitäten der Täter und reduziere sie auf ein Etikett. Auch die Autorin Rita Gleason ist der Ansicht, dass diese pauschale Darstellung der Täter den Einfluss ihrer Lebenserfahrungen vernachlässige: „Eric Harris war nicht zum Töten bestimmt. Dylan Klebolds Selbsthass hat sich nicht in einem Vakuum entwickelt.“
Beide Täter schrieben in ihren Tagebüchern darüber, sich ausgegrenzt und nicht akzeptiert zu fühlen sowie über ihr mangelndes Selbstwertgefühl. Im Übrigen weisen ihre Aufzeichnungen jedoch signifikante Unterschiede bezüglich ihres Inhalts und Schreibstils auf. Während Harris in seinem Tagebuch überwiegend Wut, Verachtung, Hass und Mordgedanken zum Ausdruck brachte, schrieb Klebold vor allem über seine Depression und Suizidgedanken sowie seine Einsamkeit und Suche nach wahrer Liebe. Laut dem Psychologen Peter Langman wirke Harris’ Schreibweise klar und wortgewandt, Klebolds Gedankengänge würden hingegen wirr und ungeordnet erscheinen. Harris zeichnete Waffen und Swastiken, Klebold malte Herzen. Ihre unterschiedlichen Persönlichkeiten zeigten sich auch auf den Basement Tapes. Laut Fuselier hätten die Aufnahmen auf den Laien gewirkt, als sei Klebold der Dominantere von beiden gewesen. Er sei laut, unbeherrscht und zornig aufgetreten, während Harris ruhig und kontrolliert erschien und es bevorzugt habe, hinter der Kamera Anweisungen zu geben. Klebold habe sich jedoch durch seine Augen verraten, mit denen er immer wieder nach Harris’ Bestätigung gesucht habe.

### Harris
Viele Experten sind davon überzeugt, dass Harris ein Psychopath war, der zahlreiche Kriterien auf Robert D. Hares Psychopathie-Checkliste erfüllte. Laut Fuselier sei er unter anderem manipulativ, empathie- und gewissenlos, oberflächlich charmant sowie ein gewohnheitsmäßiger Lügner gewesen, dem es Freude bereitet habe, andere zu täuschen. Die Psychopathie-Diagnose wird von einigen Autoren jedoch auch kritisch betrachtet. Gegen diese Charakterisierung spreche unter anderem, dass Harris durchaus Gefühle wie Traurigkeit, Depression oder Einsamkeit gezeigt habe und von Zeitgenossen als empathiefähig beschrieben wurde. Aus seiner Kindheit seien zudem keine Verhaltensauffälligkeiten wie beispielsweise Tierquälerei bekannt. Auch sei die von ihm an den Tag gelegte extreme Gewalt und sein Suizid untypisch für einen Psychopathen. Gleason bemängelt, dass die Diagnose nur auf Basis von Tagebuch- und Videoaufzeichnungen gestellt wurde. Da Harris nicht mehr persönlich untersucht werden könne, dürfe sie (ebenso wie die Diagnosen in Klebolds Fall) nicht als Fakt behandelt werden.
Langman und der Psychologe Aubrey Immelman beschreiben Harris als antisoziale, sadistische, narzisstische und paranoide Persönlichkeit. Laut Immelman erfülle er damit die Kriterien des von Otto F. Kernberg als „bösartiger Narzissmus“ bezeichneten Persönlichkeitssyndroms. Sein sadistisches Wesen habe sich dadurch geäußert, dass er seine Opfer während des Amoklaufs verhöhnt und schikaniert und in seinem Tagebuch über Folter- sowie Vergewaltigungsfantasien geschrieben habe. Langman ist der Ansicht, dass Harris durch den Aufbau einer Fassade von Überlegenheit versucht habe, sein geringes Selbstwertgefühl zu kompensieren, welches vermutlich auf das instabile soziale Umfeld während seiner Kindheit und seine angeborene Thoraxdeformität zurückzuführen sei. Er habe das für einen Narzissten typische übersteigerte Bedürfnis nach Anerkennung gehabt, wobei sein Narzissmus die Grenze zum Größenwahn überschritten habe. Dies zeige sich beispielsweise daran, dass er den geplanten Anschlag in seinem Tagebuch mit den Unruhen von L.A. und dem Zweiten Weltkrieg verglich. Hare glaubt, dass Harris’ Hasstiraden auf die gesamte Menschheit Ausdruck eines Überlegenheitskomplexes gewesen seien.

### Klebold
Menschen, die beide Täter kannten, zeigten sich besonders von Klebolds Tatbeteiligung erschüttert. In seiner äußeren Erscheinung war er ein stiller und schüchterner, aber normaler Teenager mit Zukunftsplänen, der am gesellschaftlichen Leben teilnahm und von vielen seiner Altersgenossen gemocht wurde. Weder seine Familie noch seine engsten Freunde ahnten, dass sich hinter dieser Fassade ein einsamer und depressiver Mensch verbarg, der bereits zwei Jahre vor der Tat suizidal war und seinem Tagebuch anvertraute, sich zu ritzen. Er suchte Linderung im Alkohol und rauchte Marihuana. Wie bei vielen anderen Amokläufern schlugen seine Depression und sein Selbsthass schließlich in Wut und Hass auf andere um. Cullen und Langman glauben, dass man Klebold hätte helfen können, wenn jemand seine psychischen Probleme erkannt hätte.
Neben der Depression wurden bei ihm post mortem Merkmale einer selbstunsicher-vermeidenden, einer passiv-aggressiven und einer abhängigen Persönlichkeitsstörung identifiziert. Langman hält es zudem für möglich, dass Klebold eine schizotypische Persönlichkeitsstörung hatte. Dafür sprächen unter anderem seine seltsame Schreibweise, sein Gefühl der Selbstentfremdung, sein von anderen als „eigentümlich“ bezeichnetes äußeres Erscheinungsbild sowie seine teils paranoiden und wahnähnlichen Gedanken. In seiner Fantasiewelt habe er sich zu einem gottgleichen Wesen erhöht, um seine Einsamkeit und sozialen Ängste zu bewältigen. Laut Immelman und Fuselier habe auch Klebold über sadistische Züge verfügt, diese seien aber nicht so stark ausgeprägt wie in Harris’ Fall. Obwohl Klebold ebenfalls psychopathische Verhaltensweisen zeigte, halten Experten ihn nicht für einen Psychopathen, weil er – für einen Psychopathen untypisch – in seinen Aufzeichnungen Schuldgefühle, Reue und Scham zum Ausdruck brachte. Langman meint, dass Klebold durch sein psychopathisches Verhalten seine Unsicherheit kompensiert habe: „Der schüchterne Junge, der nicht den Mut hatte, ein Mädchen nach einem Date zu fragen, wurde zu einem einschüchternden Massenmörder.“

### Täterdynamik
Aufgrund der erstellten Profile wird Harris oft als der Drahtzieher und die treibende Kraft hinter dem Amoklauf angesehen, während Klebold als Mitläufer eingestuft wird. Mehrere Zeugen berichteten, dass Klebold sich im Verlauf der Tat Harris untergeordnet habe. Er habe dessen Anweisungen befolgt und versucht, ihn zu beeindrucken. Langman ist der Ansicht, dass es während des Amoklaufs trotzdem mehrere Gelegenheiten gegeben habe, bei denen Klebold – im Gegensatz zu Harris – potenzielle Opfer verschont habe. Gleason sieht in Klebold hingegen keinen reinen Mitläufer. Er habe sich durchaus gegenüber Harris behaupten können und einen bedeutenden Anteil an der Planung, Vorbereitung und Ausführung der Tat gehabt.
Einige Experten, darunter Fuselier, halten es für abwegig, dass Klebold die Tat ohne Harris realisiert hätte. Wahrscheinlicher sei, dass Harris die Tat auch allein oder im späteren Erwachsenenalter ein noch größeres Verbrechen begangen hätte. Andere Experten wie der Psychiater Frank Ochberg, der das FBI bei der Erstellung der Täterprofile unterstützte, gehen hingegen davon aus, dass keiner der beiden Amokläufer die Tat ohne den anderen verübt hätte. Die Präsenz des anderen habe sie in ihrem Vorhaben bestärkt und gleichzeitig habe sie verhindert, dass einer von ihnen vom Plan zurückgetreten sei. Laut Cullen, der sich auf das vom FBI erstellte Täterprofil stützt, seien der sadistische, psychopathische Harris und der wütende, unberechenbare Klebold ein explosives Paar gewesen, das sich gegenseitig genährt habe. Ohne die Begeisterung des hitzköpfigen Klebold hätte es dem kühl kontrollierenden Harris an der Ausdauer zur Umsetzung des Plans gefehlt.
Dass ausgerechnet Harris und Klebold zu Komplizen wurden, liegt Langmans Auffassung nach daran, dass sie sich von ihren Gegensätzen angezogen gefühlt hätten. Harris habe die Rolle des Anführers einnehmen können, was seinem Geltungsbedürfnis entsprochen habe und der unsichere, unselbstständige Klebold habe bei ihm Halt gefunden. Andrew Solomon hat den Eindruck, als habe Klebold um Harris’ willen beim Mord und Harris um Klebolds willen beim Suizid mitgemacht. Larkin meint, dass beide Täter einander „verzweifelt gebraucht“ hätten. Harris habe Klebolds Leben Antrieb, Sinn und ein Ziel gegeben; Klebold sei für Harris ein bereitwilliger Verbündeter gewesen, der seine Weltanschauung bestätigt habe. Zusammen seien sie eine Macht gewesen, mit der man rechnen musste, getrennt hingegen nur ein paar „Nerds“ am unteren Ende der sozialen Hierarchie der Columbine High School.

## Tatmotivation
Über die Beweggründe der Täter wurde intensiv spekuliert, sie konnten jedoch nicht mit Gewissheit geklärt werden. In frühen Medienberichten wurde ein neonazistischer Hintergrund vermutet, unter anderem weil der Amoklauf am 20. April – Adolf Hitlers Geburtstag – stattfand, Klebold eines der Opfer rassistisch beschimpft hatte und einige Zeugen berichteten, dass die Täter nach einem Strike beim Bowling den Hitlergruß gezeigt hätten. Die Ermittler konnten das neonazistische Motiv jedoch nicht bestätigen. Zwar schrieb Harris in seinem Tagebuch über seine Bewunderung für die Nazis, er stellte dabei aber keine Verbindung zu dem geplanten Anschlag her. Auch gab es andere Zeugenaussagen, denen zufolge Klebold – der selbst jüdische Vorfahren hatte – Harris’ Interesse am Nationalsozialismus nicht geteilt habe. Zudem kamen die Ermittler nach Sichtung der Basement Tapes zu dem Schluss, dass die Täter eigentlich den 19. April 1999 als Tattag festgelegt hatten. Anscheinend aufgrund einer sich verzögernden Munitionslieferung verschoben sie den geplanten Anschlag aber schließlich auf den darauffolgenden Tag. In ihren Aufzeichnungen findet sich keine Begründung für die ursprüngliche Wahl des 19. April als Tattag, es wird jedoch vermutet, dass sie damit dem Jahrestag des Bombenanschlags von Oklahoma City im Jahr 1995 huldigen wollten.
Des Weiteren wurde in den Medien Rache für das erlittene Mobbing, mangelnde soziale Akzeptanz und Ausgrenzung als mögliches Tatmotiv diskutiert. Laut Zeugen sollen die Täter während des Amoklaufs mehrmals sinngemäß gesagt haben, dass sie sich für das rächen würden, was ihnen jahrelang von ihren Mitschülern angetan worden sei. Auch in ihren Aufzeichnungen und auf den Basement Tapes äußerten sie ihre Racheabsichten und aufgestaute Wut. Außerdem führten sie „Hasslisten“ mit den Namen von Schülern, von denen sie in der Vergangenheit angegriffen oder gekränkt worden waren. Die ermittelnden Behörden sahen das Rachemotiv hingegen kritisch, weil die Täter nicht gezielt ihre Peiniger attackiert hatten und von keinem der getöteten Opfer gemobbt worden waren. Vielmehr gingen die Ermittler davon aus, dass das Motiv für den Amoklauf das Streben nach Ruhm war. Aus ihren Äußerungen in den von ihnen hinterlassenen Videoaufnahmen und schriftlichen Aufzeichnungen werde deutlich, dass sich Harris und Klebold dessen bewusst waren, dass sie durch die Tat zu Berühmtheiten würden. So diskutierten sie in einem der Videos, welcher Hollywood-Regisseur ihre Geschichte verfilmen solle, und Harris schrieb in seinem Tagebuch, dass er einen bleibenden Eindruck auf der Welt hinterlassen wolle. Der FBI-Agent Mark Holstlow erklärte: „[Sie] wollten sich unsterblich machen […] Sie wollten berühmt sein. Und das sind sie. Sie sind berüchtigt.“
Larkin ist der Meinung, dass es ihnen sowohl um Rache als auch Ruhm ging. Zwar sei die Tötung ihrer Opfer während des Amoklaufs wahllos erfolgt, ihr eigentlicher Plan sei jedoch die Zerstörung der ganzen Schule und die Ermordung aller darin befindlichen Menschen gewesen, da sie all ihren Mitschülern die Schuld an ihrem niedrigen sozialen Status gegeben hätten. Zugleich hätten sie durch das von ihnen erhoffte spektakuläre Ausmaß ihres Racheakts berühmt werden wollen. Ihre Tat weise zudem einen politischen Charakter auf: Harris und Klebold hätten verstanden, dass ihr Schmerz und ihre Erniedrigung von Millionen anderer Schüler geteilt wurden, und ihren Angriff im Namen eines größeren Kollektivs durchgeführt. Cullen kritisiert, dass eine derartige Sichtweise aus zwei brutalen Massenmördern Volkshelden mache.
Nach Langmans Auffassung habe Harris Gott spielen, andere dominieren sowie über Leben und Tod entscheiden wollen. Sein Zerstörungswille sei durch seine eigene Ideologie motiviert gewesen. Er habe die Werte der Zivilisation verachtet und davon geträumt, die in seinen Augen untaugliche Menschheit auszulöschen. Es sei daher kein Zufall gewesen, dass er am Tattag ein T-Shirt mit der Aufschrift Natural Selection getragen habe, sondern seine Botschaft an die Welt. Klebolds Motivation sei weniger eindeutig, vermutlich sei die Tat für ihn jedoch ein Ventil für seine Wut und ein Ausweg aus seinem Leid gewesen.

## Tatfolgen

### Traumabewältigung der Betroffenen
Das Ereignis kam einer gesellschaftlichen Katastrophe gleich und traumatisierte nicht nur die Schüler, Lehrer, Einsatzkräfte und Reporter, die unmittelbar Zeuge des Amoklaufs geworden waren, sondern wirkte sich Dominoeffekt-ähnlich auch auf die indirekt betroffenen Angehörigen, Freunde und Kollegen sowie die gesamte Gemeinschaft Littletons belastend aus. In den Tagen nach der Tat suchten viele Menschen Zuflucht in den Kirchen der Gegend oder den Austausch mit ebenfalls Betroffenen, während andere es bevorzugten, sich zurückzuziehen oder die Geschehnisse zu verdrängen. Die Trauer- und Traumabewältigung wurde durch aufdringliche Sensationsjournalisten, Katastrophentouristen und Drohungen von Trittbrettfahrern erschwert. Einige Betroffene nahmen sich später das Leben, darunter sechs Ersthelfer der Feuerwehr, die Mutter von Anne Marie Hochhalter und ein Schulfreund von Matthew Kechter, der sich am Tattag in dem Klassenraum befunden hatte, in dem Dave Sanders starb.
Für die verbleibende Zeit des Schuljahres wurden die Schüler der Columbine High School in der nahegelegenen Chatfield High School unterrichtet. Unterdessen wurden am Schulgebäude sämtliche Schäden und Spuren beseitigt, die an die Tat erinnerten. Im Rahmen der Renovierung, deren Kosten sich auf 1,2 Mio. US-Dollar beliefen, wurde die Treppe zum Westeingang neu gestaltet, die ursprüngliche Bibliothek vollständig entfernt und die darunterliegende Cafeteria in ein zweistöckiges Atrium umgewandelt. Der Signalton des Feueralarms, der am Tattag stundenlang im Schulgebäude zu hören war, wurde ebenfalls geändert, um den Schülern ein fortwährendes Wiedererleben der Ereignisse zu ersparen. Am 16. August 1999 kehrten die Schüler der Columbine High an ihre Schule zurück, deren Personal um zwei psychologische Berater aufgestockt wurde. Der Wiedereröffnung ging eine Versammlung unter dem Motto „Take Back the School“ („Die Schule zurückerobern“) voraus, an der rund 2.000 Menschen teilnahmen. Im Juni 2001 wurde die neue, durch Spendengelder finanzierte Bibliothek eingeweiht.
Viele Opfer trugen durch ihre Schussverletzungen bleibende Schäden und Behinderungen davon. Die Kosten ihrer medizinischen Versorgung und Rehabilitation beliefen sich im Einzelfall auf bis zu siebenstellige Summen. Finanzielle Unterstützung erhielten die Opfer und Hinterbliebenen aus einem Spendenfonds in Höhe von 3,8 Mio. US-Dollar. Ein Teil der Spenden wurde zudem für Traumatherapien zur Verfügung gestellt. Zahlreiche Überlebende des Amoklaufs – auch jene, die keine körperlichen Verletzungen davongetragen hatten – litten teilweise noch Jahre nach der Tat am Überlebensschuld-Syndrom und anderen Formen der posttraumatischen Belastungsstörung. Bei vielen von ihnen führt die Berichterstattung über eine erneute Massenschießerei wie beispielsweise beim Massenmord von Las Vegas im Jahr 2017 zur Retraumatisierung.
Die Medien begleiteten die Schicksale mehrerer Opfer und Hinterbliebener über Jahre hinweg und berichteten beispielsweise über Sean Graves’ und Patrick Irelands Genesung von ihren Lähmungen oder Austin Eubanks, der während der Behandlung seiner Verletzungen eine jahrelang andauernde Opiatabhängigkeit entwickelte und im Mai 2019 im Alter von 37 Jahren an einer Heroin-Überdosis starb. Einige Überlebende und Hinterbliebene verarbeiteten das Erlebte, indem sie Memoiren schrieben oder zu Aktivisten wurden. Bereits kurz nach der Tat waren Schüler der Columbine High School nach Washington, D.C., gereist, um sich für eine Verschärfung des Waffenrechts einzusetzen. Da die Nutzung von Social Media Ende der 1990er Jahre noch nicht weit verbreitet war, fiel das damalige Echo in den Medien und der Bevölkerung jedoch deutlich geringer aus als bei den Protestbewegungen March for Our Lives und Never Again MSD, die als Reaktion auf das Schulmassaker von Parkland im Jahr 2018 entstanden.

### Suche nach Ursachen und Mitverantwortlichen
Nach der Tat wurde in zahlreichen öffentlichen Diskussionen nach Ursachen und Schuldigen gesucht. Laut Schildkraut und Muschert seien die Einzigen, in deren Richtung dabei nicht mit dem Finger gezeigt wurde, die Täter selbst gewesen. Experten wie Peter Langman betonen, dass School Shootings zu komplex seien, um sie auf eine einzige Ursache zurückführen oder mit einfachen Antworten erklären zu können. Vielmehr gelte es, eine Reihe von Einflussfaktoren und den Umstand zu berücksichtigen, dass es sich bei den Tätern in der Regel um psychisch gestörte Jugendliche handele.

#### Mobbing und soziales Klima der Schule
Viele Schüler der Columbine High School berichteten nach dem Amoklauf, dass Mobbing an ihrer Schule zum Alltag gehörte und von der Schulleitung und Lehrerschaft weitgehend ignoriert oder toleriert wurde, da es sich bei den Mobbing-Tätern meist um erfolgreiche Sportler handelte, die von den Lehrkräften bevorzugt behandelt wurden. Brooks Brown beschrieb die Situation später wie folgt: „Wenn die Leute wissen wollten, wie Columbine war, erzählte ich ihnen von den Mobbern, die sich unerbittlich auf jeden stürzten, von dem sie glaubten, dass er unter ihnen stünde. Die Lehrer haben die Augen vor dem Missbrauch ihrer Schüler verschlossen, weil sie nicht die Favoriten waren.“ Einige Schüler und Eltern vertraten die Auffassung, dass das unterlassene Einschreiten der Lehrer und die ungleiche Behandlung von Schülern dazu beigetragen habe, dass Harris und Klebold Rachefantasien entwickelt hätten. Brown äußerte: „Eric und Dylan sind für diese Tragödie verantwortlich, aber Columbine ist verantwortlich für Eric und Dylan.“
Eine im Jahr 2000 anberaumte behördliche Untersuchung des sozialen Klimas an der Columbine High School bestätigte den Wahrheitsgehalt der Mobbing-Berichte, kam aber auch zu dem Ergebnis, dass nur wenige dieser Vorfälle an die Schulverwaltung gemeldet wurden, weshalb das Ausmaß der Gewalt von ihr unterschätzt worden war. Eine 2002 veröffentlichte Studie des U.S. Secret Service und des Bildungsministeriums der Vereinigten Staaten, bei der 37 School Shootings in den USA untersucht worden waren, kam zu dem Ergebnis, dass die Täter in der Mehrheit der Fälle Opfer von Mobbing gewesen waren. Zahlreiche US-Schulbezirke reagierten mit der Einführung neuer oder Verschärfung bereits bestehender Anti-Mobbing-Richtlinien auf das Problem. Darüber hinaus verabschiedeten 44 US-Bundesstaaten Gesetze, welche die Schulen zur Einführung von Anti-Mobbing-Programmen verpflichteten.
Viele Experten und Autoren halten den Mobbing-Faktor im Fall von Columbine jedoch für überbewertet. So meinte Langman beispielsweise: „[…] das Ausmaß, in dem Eric und Dylan schikaniert wurden, wurde übertrieben und ihre Belästigung und Einschüchterung anderer Schüler wurde übersehen oder bagatellisiert […] Es hieß, dass Mobbing an der Columbine High School so weit verbreitet war, dass die Schule eine vergiftete Kultur hatte. Selbst wenn dem so war, sagt uns das nicht, warum ausgerechnet Eric Harris und Dylan Klebold von den Tausenden von Schülern, die durch diese vergiftete Kultur gegangen sind, Amok liefen.“

#### Nebenwirkungen von Psychopharmaka
Die Obduktion der Leichen von Harris und Klebold ergab, dass beide während der Tat weder unter Alkohol- noch Drogeneinfluss gestanden hatten. In Harris’ Körper wurde jedoch eine therapeutische Menge des unter dem US-Handelsnamen Luvox verkauften Antidepressivums Fluvoxamin festgestellt. Die Einnahme des Medikaments war ihm im Rahmen einer ambulanten Psychotherapie verordnet worden, in der er sich seit Februar 1998 wegen einer Depression befunden hatte. Zu Beginn der Therapie war ihm Zoloft verschrieben worden, nachdem er jedoch über zwanghafte negative Gedanken geklagt hatte, erfolgte im April 1998 die Umstellung auf Fluvoxamin, dessen Dosis in den kommenden Monaten sukzessive auf schließlich 200 mg pro Tag erhöht wurde.
Nach der Tat behaupteten Kritiker von Psychopharmaka, dass ihn die Nebenwirkungen des Medikaments zu dem Amoklauf getrieben hätten. Dieser Behauptung wurde entgegnet, dass Harris bereits vor der Fluvoxamin-Einnahme homizidale Gedanken gehabt habe. Außerdem hätten er und Klebold, der nicht unter Medikamenteneinfluss gestanden hatte, die Idee zur Tat bereits Monate vor Beginn der medikamentösen Therapie gehabt. Ein ursächlicher Zusammenhang zwischen der Tatbegehung und der Fluvoxamin-Einnahme konnte letztlich nicht belegt werden. Die von einigen Opferfamilien eingereichten Zivilklagen gegen den Luvox-Hersteller Solvay, dem unter anderem vorgeworfen wurde, nicht hinreichend über mögliche Nebenwirkungen des Medikaments informiert zu haben, wurden später zurückgezogen.

#### Fiktionale Gewalt in Computerspielen und Filmen
In den Medien wurde debattiert, ob Harris und Klebold durch den Konsum fiktionaler Gewalt zu dem Amoklauf verleitet worden sein könnten. Beide Täter hatten eine Vorliebe für den Film Natural Born Killers gezeigt – dessen Abkürzung „NBK“ sie als Codewort für den geplanten Anschlag auf ihre Schule verwendeten – und sich in ihrer Freizeit häufig mit Gewalt darstellenden Computerspielen beschäftigt. Harris hatte eine der von ihm bei der Tat verwendeten Schusswaffen nach einem Charakter aus der Ego-Shooter-Serie Doom benannt und in einem Schulaufsatz geschrieben: „Doom ist so in meinen Kopf eingebrannt, dass meine Gedanken normalerweise etwas mit dem Spiel zu tun haben … Was ich im realen Leben nicht tun kann, versuche ich, in Doom zu tun.“ Er kreierte zudem eigene Doom-Level, die er auf seiner Website veröffentlichte. Nach dem Amoklauf untersuchte das Simon Wiesenthal Center die von Harris erstellten Spielabschnitte und kam zu dem Ergebnis, dass er rund 100 Stunden mit deren Ausgestaltung verbracht hatte und eine seiner Versionen in einem Massaker endete, weil der Spieler unbesiegbar war.
Während einige nach der Tat durchgeführte Studien zu dem Ergebnis kamen, dass Gewalt darstellende Medien bei Jugendlichen die Feindseligkeit gegenüber anderen erhöhen und ihre Hemmschwelle zur Gewalt sowie ihr Empathievermögen verringern können, fanden andere Forscher keine belastbaren Belege dafür, dass aggressives und gewalttätiges Verhalten auf den Konsum Gewalt darstellender Computerspiele zurückgeführt werden kann. Mit der Behauptung, dass es ohne den Einfluss fiktionaler Gewalt nicht zu dem Amoklauf gekommen wäre, verklagten einige Opferangehörige mehrere Computerspiel-Hersteller und andere Unternehmen der Unterhaltungsindustrie auf eine Entschädigungssumme von fünf Milliarden US-Dollar; die Klage wurde jedoch mit dem Argument der Kunstfreiheit vom Gericht abgewiesen.
Angesichts der öffentlichen Debatte erhielt der Spielfilm Killing Mrs. Tingle („Frau Tingle töten“) vor seinem US-Kinostart am 20. August 1999 kurzfristig den alternativen Titel Teaching Mrs. Tingle (sinngemäß „Frau Tingle erziehen“). Im Jahr 2005 erschien das Computer-Rollenspiel Super Columbine Massacre RPG!, in dem der Amoklauf an der Columbine High School aus der Sicht der Täter nachgespielt werden kann, was in den USA zu landesweiter Empörung und massiver Kritik führte.

#### US-Waffenrecht
Nach dem Amoklauf kritisierten Politiker und Aktivisten der Anti-Waffen-Bewegung die mangelhafte Waffenkontrolle in den USA, die es den minderjährigen Tätern ermöglicht habe, ohne größere Hürden an Schusswaffen zu gelangen. Daraufhin wurden landesweit über 800 Gesetzesentwürfe zur Verschärfung des Waffenrechts eingebracht, von denen jedoch nur circa zehn Prozent erfolgreich waren. Während auf Bundesebene sämtliche Gesetzesentwürfe im Kongress scheiterten, wurden in Colorado mehrere Gesetze verabschiedet, durch die unter anderem ein Background-Check-System eingeführt und Waffenkäufe durch Strohmänner verboten wurden.
Trotz Protests aus der Bevölkerung fand am 1. Mai 1999 – elf Tage nach dem Amoklauf – die Jahresversammlung der National Rifle Association (NRA) in Denver statt, woraufhin es zu einer Anti-Waffen-Demonstration von rund 8.000 Menschen kam. Zu den Demonstranten gehörte Tom Mauser, der ein Schild hochhielt mit der Aufschrift “My son Daniel died at Columbine. He’d expect me to be here today.” („Mein Sohn Daniel starb an der Columbine. Er würde von mir erwarten, heute hier zu sein.“) Weiter sagte er: „Es gibt viele verantwortungsvolle Waffenbesitzer. Aber es ist an der Zeit zu begreifen, dass eine halbautomatische TEC-9-Waffe […] nicht zur Wildjagd genutzt wird.“ Charlton Heston, der damalige Präsident der NRA, zeigte sich angesichts des Protests enttäuscht, da der Waffen-Lobby dadurch seiner Auffassung nach Komplizenschaft unterstellt würde: „Es impliziert, dass 80 Millionen redliche Waffenbesitzer irgendwie Schuld seien.“
Der Filmemacher Michael Moore nutzte die Ereignisse an der Columbine High School als Aufhänger für seinen 2002 erschienenen, Oscar-prämierten Dokumentarfilm Bowling for Columbine, in dem er die Gründe der Waffengewalt in den USA hinterfragt. In einer Szene des Films begleiten ihn die überlebenden Opfer Richard Castaldo und Mark Taylor zur Supermarktkette Kmart, wo die Täter einen Teil ihrer Munition erstanden hatten, und geben in einem symbolischen Akt die Kugeln zurück, die in ihren Körpern gesteckt hatten. Kmart reagierte, indem es den Munitionsverkauf landesweit einstellte.

#### Gothic-Kultur und Musikindustrie
In frühen Medienberichten wurde behauptet, dass die Täter Mitglieder der sogenannten Trench Coat Mafia gewesen seien. Hierbei handelte es sich um eine Gruppe von jugendlichen Außenseitern, die meist lange schwarze Mäntel trugen, mit der Gothic-Kultur in Verbindung gebracht wurden und oft im Konflikt mit den „Jocks“ der Columbine High School standen. Obwohl Harris und Klebold ebenfalls häufig schwarze Mäntel zur Schule trugen und mit einigen Mitgliedern der Trench Coat Mafia befreundet waren, gehörten sie jedoch weder der Gruppe an noch waren sie Goths. Trotzdem führte die Berichterstattung dazu, dass der Gothic-Bewegung und Schülern, die sich entgegen dem Mainstream kleideten, mit zunehmendem Misstrauen und Anfeindungen begegnet wurde. Viele US-Schulen erließen Kleiderordnungen, die das Tragen von Trenchcoats oder schwarzer Kleidung verboten.
Da Harris und Klebold die Musik von Rammstein und KMFDM gehört hatten, kam in den Medien der Vorwurf auf, dass sie von deren Gewalt thematisierenden Liedtexten beeinflusst worden seien. Sascha Konietzko von KMFDM ließ daraufhin verlautbaren, dass die Gruppe Gewalt gegen andere verurteile. Rammstein erklärten, dass Mitglieder der Band selbst Kinder hätten und stetig danach streben würden, ihnen gesunde und gewaltfreie Werte zu vermitteln. Obwohl es widersprüchliche Berichte darüber gibt, ob die Täter überhaupt zu seinen Fans gehörten, wurde insbesondere Marilyn Manson, Frontmann der gleichnamigen Band, durch eine Reihe von Schlagzeilen wie „Killers Worshipped Rock Freak Manson“ („Killer verehrten Rock-Freak Manson“) oder „Devil-Worshipping Maniac Told Kids To Kill“ („Teufelsanbetender Irrer befahl Kids zu töten“) mit dem Amoklauf in Verbindung gebracht. Laut Manson habe dies dazu geführt, dass seine damaligen Plattenverkäufe eingebrochen seien und er zahlreiche Morddrohungen erhalten habe.
Wenige Tage nach der Tat sagte die Band aus Respekt vor den Opfern die restlichen US-Konzerte ihrer Tour Rock Is Dead ab, und Manson erklärte: „Die Medien haben die Musikindustrie und sogenannte Gothic-Kids unfairerweise zu Sündenböcken gemacht und ohne wahre Grundlage gemutmaßt, dass Künstler wie ich in gewisser Weise verantwortlich seien. Diese Tragödie war das Produkt von Ignoranz, Hass und einem Zugang zu Waffen. Ich hoffe, dass das unverantwortliche Fingerzeigen der Medien nicht dazu führt, dass Kids, die anders aussehen, noch mehr diskriminiert werden.“
Später von Michael Moore für Bowling for Columbine interviewt, antwortete Manson auf die Frage, was er zu den Kids von Columbine sagen würde, wenn er die Möglichkeit dazu hätte: „Ich würde nicht ein einziges Wort zu ihnen sagen, ich würde zuhören, was sie zu sagen haben und das ist es, was niemand getan hat.“

#### Die Eltern der Täter
Kurz nach dem Amoklauf gaben beide Elternpaare über ihre Rechtsanwälte Erklärungen ab, in denen sie den Opfern ihr Mitgefühl aussprachen. In der Folgezeit waren sie massiver Kritik sowie zahlreichen Schuldzuweisungen und Anfeindungen der Öffentlichkeit ausgesetzt. Ihnen wurde unter anderem mangelnde elterliche Fürsorge und das Übersehen von Warnsignalen vorgeworfen. Laut einem Umfrageergebnis glaubten 83 Prozent der befragten US-Bürger, dass die Eltern eine Mitschuld treffe. Während sich Wayne und Katherine Harris nie wieder öffentlich zum Amoklauf ihres Sohnes und der Kritik an ihnen äußerten, bezogen die Klebolds im Mai 2004 in einem Interview mit der New York Times erstmals Stellung zu den Vorwürfen und erklärten, dass ihr Sohn die Tat nicht wegen, sondern entgegen seiner Erziehung begangen habe. Wider der Erwartung vieler stammten die Täter nicht aus zerrütteten Familienverhältnissen. Freunde und Bekannte ihrer Familien beschrieben sowohl Wayne und Katherine Harris als auch Thomas und Sue Klebold als aufmerksame, besorgte und engagierte Eltern, die auf Fehlverhalten ihrer Kinder mit üblichen Erziehungsmaßnahmen wie Hausarrest oder der Einschränkung von Privilegien reagiert hätten. Beide Täter äußerten auf den Basement Tapes ihre Wertschätzung für ihre Eltern und dass sie keine Schuld treffe.
Ein weiteres Interview gewährten die Klebolds im Jahr 2012 für Andrew Solomons Buch Weit vom Stamm. Im Jahr 2016 erschienen Sue Klebolds Memoiren Liebe ist nicht genug, in denen sie versucht, Erklärungen für das Handeln ihres Sohnes und Antworten darauf zu finden, wie die Tat hätte verhindert werden können. Ihr Versagen sieht sie darin, die Anzeichen der psychischen Probleme ihres Sohnes nicht erkannt zu haben. Ihren Anteil am Erlös des Buches spendet Klebold für die Suizidprävention, für die sie sich seit dem Amoklauf engagiert. Das Vorwort zum Buch lieferte Solomon, der schrieb: „Ich glaubte, dass ihre Geschichte zahlreiche, eindeutige Fehler [in der Erziehung] enthüllen würde. Ich wollte die Klebolds nicht mögen, denn der Preis dafür wäre das Eingeständnis, dass sie an den Ereignissen nicht schuld waren, und wenn sie keine Schuld traf, ist keiner von uns sicher. Leider mochte ich sie aber sehr. Und so kam ich zu dem Schluss, dass der Wahnsinn des Columbine-Massakers aus jedem Elternhaus hätte hervorgehen können.“

### Juristische Aufarbeitung
Die Eltern der Täter wurden strafrechtlich nicht belangt. Mark Manes wurde im November 1999 wegen des illegalen Waffenverkaufs an den minderjährigen Klebold zu sechs Jahren Gefängnis verurteilt. Im Jahr 2003 wurde er vorzeitig auf Bewährung aus der Haft entlassen. Philip Duran, der bei dem Geschäft behilflich gewesen war, wurde im Juni 2000 zu viereinhalb Jahren Gefängnis verurteilt und durfte im November 2003 ebenfalls vorzeitig seine Bewährung antreten. Robyn Anderson konnte strafrechtlich nicht belangt werden, weil es zum damaligen Zeitpunkt in Colorado aufgrund einer Gesetzeslücke nicht illegal war, Gewehre von nicht lizenzierten Händlern zu erwerben und sie an Minderjährige weiterzureichen. Das nach dem Amoklauf erlassene sogenannte „Robyn-Anderson-Gesetz“ verlangt nunmehr für die Weitergabe die Zustimmung eines Erziehungsberechtigten.
Zahlreiche Überlebende des Amoklaufs und Hinterbliebene der getöteten Opfer reichten Zivilklagen auf Schadensersatz und Schmerzensgeld ein, wobei sich die Verfahren teilweise über Jahre hinzogen. Zu den Beklagten gehörten unter anderem das Sheriff’s Office und die Schulbehörde von Jefferson County. Die Kläger warfen der Polizei vor, nicht entschlossen genug gegen die beiden Amokläufer vorgegangen zu sein, und waren der Ansicht, dass die Morde in der Bibliothek und Dave Sanders’ Tod durch zügigeres Einschreiten der Einsatzkräfte hätten verhindert werden können. Den Verantwortlichen der Schule wurde vorgeworfen, Warnsignale übersehen zu haben. Die Klagen gegen die Behörden von Jefferson County wurden im November 2001 zunächst abgewiesen. In der Berufung wurden den Klägern jeweils 15.000 US-Dollar von jeder der beiden Behörden zugesprochen und die Verfahren für erledigt erklärt. Nur Patrick Ireland und den Hinterbliebenen von Dave Sanders wurden – ohne Schuldanerkenntnis – höhere Summen (117.500 US-Dollar bzw. 1,5 Mio. US-Dollar) gezahlt.
Auch die Eltern der Täter sowie Manes, Duran und Anderson wurden zivilrechtlich verklagt. Im April 2001 schlossen die Eltern der Täter mit über 30 Opferfamilien einen Vergleich über 1,6 Mio. US-Dollar. Die Summe wurde gleichmäßig auf die Kläger verteilt und stammte aus den Hauseigentümerversicherungen der Beklagten, wobei der Versicherer der Klebolds 1,3 Mio. US-Dollar zahlte und die Versicherung der Familie Harris die restlichen 300.000 US-Dollar abdeckte. Die verklagten Freunde der Täter steuerten insgesamt weitere 1,3 Mio. US-Dollar bei. Fünf Opferfamilien lehnten den Vergleich ab, da sie von den Eltern der Täter Aufklärung verlangten, damit derartige Taten in Zukunft verhindert werden könnten. Im Jahr 2003 kam es auch mit diesen Familien zu einem Vergleich, dessen Inhalt nicht öffentlich bekannt wurde. Die Klebolds und Harrises erklärten sich außerdem bereit, im Juli 2003 unter Eid sowie unter Ausschluss der Öffentlichkeit vor Gericht auszusagen. Die protokollierten Aussagen wurden per Gerichtsbeschluss versiegelt und werden erst im Jahr 2027 veröffentlicht. Aufgrund ihres historischen Werts werden sie im Nationalarchiv der USA aufbewahrt.

### Präventionsmaßnahmen

#### Erhöhung der Sicherheitsvorkehrungen an Schulen
Nach dem Amoklauf erhöhten zahlreiche Schulen in den USA ihre Sicherheitsvorkehrungen. Die Ausgaben hierfür beliefen sich allein im Jahr 2017 auf fast drei Milliarden US-Dollar. Zu den ergriffenen Maßnahmen gehören unter anderem die Installation von Videoüberwachungsanlagen und Metalldetektoren, verstärkte Präsenz von Wachpersonal oder Polizeipatrouillen, stichprobenartige Durchsuchungen, die Schließung der Eingänge zum Schulgebäude während des Unterrichts sowie Ausweispflichten für Besucher. Zahlreiche Schulen etablierten zudem Verhaltensregeln für den Fall eines Amoklaufs sowie regelmäßige Amokalarmübungen. Diese sogenannten Active Shooter Drills haben sich als effektiv erwiesen, stehen aber zugleich in der Kritik, möglicherweise negative psychologische Auswirkungen auf die Kinder zu haben.
Ebenfalls bemängelt wird die seit der Tat vielerorts verfolgte Nulltoleranzstrategie bezüglich der Bedrohung von Mitschülern oder des Waffenbesitzes auf dem Schulgelände. Laut den Kritikern führe die Strategie, nach der schon bei einem geringen Verstoß ein Schulverweis ausgesprochen oder eine psychologische Untersuchung angeordnet werden kann, zur unverhältnismäßigen Bestrafung von Schülern und zur Missachtung der Rechte des Einzelnen. Das FBI brachte im Jahr 2000 Richtlinien für Schulen zur Erkennung von Warnsignalen heraus. Danach würden die meisten School Shooter ihre Tat direkt oder indirekt ankündigen (sogenanntes Leaking). Aufgrund dieser Erkenntnis wurde im Jahr 2004 in Colorado die 24-Stunden-Hotline Safe2Tell eingerichtet, an die sich Schüler in Verdachtsfällen anonym wenden können und bei der bis Anfang 2019 über 30.000 Hinweise eingingen.

#### Änderung der Polizeitaktik bei Amoklagen
Während des Amoklaufs war die zuerst am Tatort eingetroffene Streifenpolizei den damals gültigen Handlungsleitlinien gefolgt und hatte das Schulgebäude nicht sofort gestürmt, sondern die Situation zunächst wie eine Geiselnahme behandelt und auf das für dieses Szenario speziell ausgebildete SWAT-Team gewartet. Dieses war jedoch nicht mit der Örtlichkeit vertraut und musste sich beim Betreten der Schule anhand eines fehlerhaften Gebäudeplans und Skizzen von Schülern orientieren. Verkompliziert wurde die Situation durch eine erschwerte Kommunikation zwischen den Beamten der verschiedenen Behörden, da ihre Funkgeräte auf unterschiedlichen Bandbreiten betrieben wurden und somit inkompatibel waren. Innerhalb des Gebäudes wurde die Verständigung zudem durch Rauch und den stundenlang ertönenden Feueralarm behindert.
Das späte Einschreiten der Polizei und die Verzögerungen während des Zugriffs führten zu massiver Kritik in der Öffentlichkeit. Den Beamten wurde unter anderem vorgeworfen, ihre eigene Sicherheit über die der Kinder gestellt zu haben. Als Konsequenz veröffentlichte das Department of Homeland Security im Jahr 2003 mit dem Active Shooter Protocol eine neue polizeiliche Taktik, die nunmehr im Fall eines „aktiven Schützen“ (im Gegensatz zum nicht schießenden Geiselnehmer) ein sofortiges Einschreiten der Streifenpolizei vorsieht. Die Beamten werden darauf trainiert, den Schützen so schnell wie möglich zu neutralisieren und sich erst um die verletzten Opfer zu kümmern, wenn dieses Ziel erreicht ist. Außerdem werden Streifenpolizisten besser ausgerüstet und nach medizinischen Leitlinien des US-Militärs geschult (Tactical First Aid), da die Verletzungsmuster von Amoklauf-Opfern mit denen von Soldaten im Kampfeinsatz vergleichbar sind. Eine verbesserte Koordination mit Feuerwehr und Rettungsdienst hat außerdem dazu geführt, dass Verletzte schneller geborgen und versorgt werden können. Die neuen Leitlinien haben sich bereits bei mehreren Amokläufen als erfolgreich erwiesen: Während der Amoklauf an der Columbine High School fast eine Stunde dauerte, werden die meisten Amokläufe inzwischen innerhalb weniger Minuten beendet.

### „Columbine-Effekt“ – Einfluss auf spätere Amokläufer
Seit dem Amoklauf an der Columbine High School lässt sich ein signifikanter Anstieg an School Shootings verzeichnen. Während es in der Zeit vom 30. Dezember 1974 bis einschließlich 20. April 1999 insgesamt 45 Amokläufe an US-Schulen gegeben hatte, handelte es sich beim Schulmassaker von Parkland am 14. Februar 2018 laut USA Today bereits um die 208. Schulschießerei in den Vereinigten Staaten seit Columbine. Bis 1999 hatten sich derartige Vorfälle fast ausschließlich in den USA ereignet, nach der international aufsehenerregenden Tat von Littleton kam es jedoch auch zu einer schlagartigen, weltweiten Ausbreitung des Phänomens. Experten führen den Anstieg auf Nachahmungstäter zurück, die sich den Columbine-Amoklauf zum Vorbild nehmen oder ihn übertreffen wollen. Häufig handele es sich um junge, psychisch gestörte Männer, die sich gemobbt, ausgegrenzt oder missverstanden fühlen und sich auf diese Weise an der Gesellschaft rächen oder Anerkennung verschaffen wollen. Für sie sei das Schulmassaker von Littleton zu einem Mythos und kulturellen Skript geworden. Viele der späteren Amokläufer gaben an, sich mit den Tätern von Columbine zu identifizieren, sie zu bewundern oder von ihnen inspiriert worden zu sein. Vielfach wird daher auch von einem „Columbine-Effekt“ gesprochen.
Eine von ABC News durchgeführte Untersuchung kam zu dem Ergebnis, dass bis Oktober 2014 allein in den USA mindestens 17 Amokläufe und 36 vereitelte Angriffe auf Bildungseinrichtungen nachweislich vom Schulmassaker von Littleton inspiriert wurden, darunter die Amokläufe an der Virginia Tech im Jahr 2007 und der Sandy Hook Elementary School im Jahr 2012. Laut CNN wurden bis November 2015 in den Vereinigten Staaten mehr als 40 Personen angeklagt, die eine Tat nach dem Vorbild von Columbine geplant hatten. Das Magazin Mother Jones ermittelte bis April 2019 über 100 Fälle von Nachahmungstaten in den USA, darunter die Schulmassaker von Parkland und Santa Fe (2018); von den 74 Nachahmungstaten, die in den Zeitraum bis Oktober 2015 fielen, konnten 53 im Planungsstadium verhindert werden, bei den vollendeten Taten starben insgesamt 98 Menschen. Außerhalb der Vereinigten Staaten zählen unter anderem die Amokläufe von Erfurt (2002), Emsdetten (2006), Jokela (2008), Winnenden (2009), Kertsch (2018) und Suzano (2019) zu den Taten, die von Columbine beeinflusst wurden.
Die Nachahmungstaten häufen sich auffallend oft rund um den Jahrestag des Amoklaufs an der Columbine High School. Allein zum 7. Jahrestag am 20. April 2006 wurden in den USA zehn geplante Taten rechtzeitig verhindert. Kurz vor dem 20. Jahrestag mussten die Columbine High School und weitere Schulen im Großraum Denver vorübergehend geschlossen werden, weil die Behörden von einer konkreten Gefährdung durch eine potenzielle Nachahmungstäterin ausgingen. Die Großfahndung nach der bewaffneten 18-Jährigen, die vom Columbine-Amoklauf „besessen“ gewesen sein soll, endete am 17. April 2019, als die Polizei sie tot auffand – die Gesuchte hatte sich das Leben genommen. Die Columbine-Täter sagten auf den Basement Tapes selbst vorher, dass sie Nachahmungstäter inspirieren würden, und glaubten, dass sie mit ihrer Tat eine „Revolution“ starten würden.

## Rezeption

### Mediale Berichterstattung
Mit dem Amoklauf an der Columbine High School wurden School Shootings zum Medienphänomen. Nach der O.-J.-Simpson-Verfolgungsjagd im Juni 1994 war die Tat das Live-Nachrichtenereignis der 1990er Jahre, über das in den USA am zweitmeisten berichtet wurde. Laut CNN handelte es sich im Jahr 1999 um die US-Nachricht mit den höchsten Einschaltquoten und bei einer Umfrage des Pew Research Centers aus demselben Jahr gaben 92 Prozent der befragten US-Bürger an, die Berichterstattung über den Amoklauf zu verfolgen. Die Tat generierte damit in den USA größeres öffentliches Interesse als die US-Präsidentschaftswahlen in den Jahren 1992 und 1996 oder der Tod von Lady Diana (1997).
Die Meldung über Schüsse an der Columbine High School wurde binnen einer halben Stunde von sämtlichen Nachrichtensendern des Landes verbreitet und viele Unterhaltungssender unterbrachen ihr reguläres Programm, um live nach Littleton zu schalten. CNN beendete um 11:54 Uhr (UTC−6) seine Berichterstattung über die NATO-Angriffe im Kosovokrieg und berichtete bis zum Abend ohne Unterbrechung aus Colorado. Schätzungen zufolge befanden sich bis zu 500 Reporter, zwischen 75 und 90 Satellitensendewagen sowie 60 Fernsehkameras von zahlreichen US- und 20 ausländischen Fernsehteams vor Ort. Das schnelle Eintreffen der Medien war darauf zurückzuführen, dass sich am Tattag viele Reporter im nahegelegenen Boulder aufgehalten hatten, um über die aktuellen Entwicklungen im JonBenét-Ramsey-Mordfall zu berichten. Kameras filmten die aus der Schule Flüchtenden, Reporter interviewten geschockte, weinende Schüler und Fernsehteams positionierten sich vor den Krankenhäusern der Gegend, um das Eintreffen der zu versorgenden Opfer zu dokumentieren. Da die Notrufleitungen permanent besetzt waren, riefen einige Schüler, die sich noch in der Schule versteckt hielten, bei den Sendeanstalten an, woraufhin sie live im Fernsehen interviewt wurden. Aus einem über der Schule kreisenden Hubschrauber fing eine Fernsehkamera das Bild der Leiche von Daniel Rohrbough ein. Eine andere Aufnahme zeigte ein Schild mit der Aufschrift „1 BLEEDING TO DEATH“ („EINER AM VERBLUTEN“), das Schüler in einem der Schulfenster aufgestellt hatten, um Rettungskräfte auf den kritischen Zustand und den Aufenthaltsort des sterbenden Dave Sanders aufmerksam zu machen. Auch der Fall des schwerverletzten Patrick Ireland aus dem Fenster der Bibliothek in die Arme von Rettungskräften wurde live im Fernsehen übertragen.
Die Identität der Täter wurde am späten Abend des Tattages bekannt gegeben. Zu diesem Zeitpunkt hatten das Jefferson County Sheriff’s Office bereits rund 300 Medienanfragen aus 60 Ländern erreicht. In den Tagen nach der Tat gab es Live-Übertragungen von Gedenkfeiern und Beerdigungen einiger Opfer. Da die Behörden anfangs nur wenige Ermittlungserkenntnisse preisgaben, stellten die Medien wochenlang zahlreiche Spekulationen zur Tat an und verbreiteten eine Reihe von Falschinformationen, die sich zum Teil jahrelang im kollektiven Gedächtnis hielten. Beispielsweise wurde berichtet, dass Cassie Bernall auf Harris’ Frage, ob sie an Gott glaube, mit „ja“ geantwortet habe, woraufhin er sie erschossen habe. Bernall wurde daraufhin zur Vorzeigechristin der Evangelikalen Bewegung und ihre Mutter verfasste ein Buch über den angeblichen Märtyrertod ihrer Tochter, das zum Bestseller wurde. Später stellte sich jedoch heraus, dass nicht Bernall, sondern die angeschossene Valeen Schnurr diejenige war, die ihren Glauben an Gott bejaht hatte.
Trotz der vielfach geäußerten Befürchtung, dass ihre Veröffentlichung die Überlebenden retraumatisieren könnte, strahlte CBS News im Oktober 1999 die Schwarz-Weiß-Aufnahmen der Videoüberwachungsanlage aus, die am Tattag in der Schulcafeteria entstanden waren und die Flucht der Schüler sowie die bewaffneten Täter während des Amoklaufs zeigen. Für Empörung sorgte die Publizierung gestohlener Tatortfotos durch den National Enquirer im Jahr 2002, auf denen die Leichen der Täter zu sehen sind.
Die intensive Berichterstattung und insbesondere deren Fokus auf die Täter wurde scharf kritisiert, da sie die beiden zu medialen Ikonen mache und – ähnlich wie beim Werther-Effekt – zur Inspiration von Nachahmungstätern führen könne. Zum Beispiel schrieb Marilyn Manson, nachdem Time die Täter im Mai 1999 mit der Schlagzeile „The Monsters Next Door“ („Die Monster von nebenan“) auf seine Titelseite gebracht hatte, in einem Op-Ed für den Rolling Stone: „[Es ist eine] traurige Tatsache, dass Amerika Mörder auf das Cover des Time-Magazins bringt und ihnen so viel Bekanntheit wie unseren Lieblingsfilmstars verleiht. Von Jesse James bis Charles Manson haben die Medien seit ihren Anfängen Kriminelle zu Volkshelden gemacht. Gerade haben sie zwei neue geschaffen, indem sie die Frontseite jeder Zeitung mit den Bildern von […] Dylan Klebold und Eric Harris zukleisterten. Es sollte niemanden überraschen, wenn jedes Kind, das herumgeschubst wird, zwei neue Idole hat.“

### Soziokulturelle Bedeutung
Aufgrund seiner weitreichenden Folgen gilt der Amoklauf an der Columbine High School als Wendepunkt in der Kultur der Vereinigten Staaten – vergleichbar mit dem Angriff auf Pearl Harbor (1941) und dem Attentat auf John F. Kennedy (1963). Eine Umfrage des Pew Research Centers unter US-Bürgern ergab, dass die Tat für Angehörige der Generationen X und Y zu den zehn bedeutendsten historischen Ereignissen ihrer Lebenszeit zählt. Das Verbrechen erschütterte die amerikanische Gesellschaft in ihrem normativen Fundament und führte zu einer Periode sozialmoralischer Instabilität sowie Verunsicherung und Ängsten in der Bevölkerung.
Zwar handelte es sich nicht um den ersten High-School-Amoklauf, zum damaligen Zeitpunkt war es jedoch die tödlichste Schulschießerei in der Geschichte der USA, die den Beginn einer neuen Ära („post-Columbine“) markierte. Sie war zudem die erste Tat ihrer Art, die durch ein bis dahin beispielloses Ausmaß an Planung und Vorbereitung gekennzeichnet war und von Experten und Medien als Terrorakt charakterisiert wurde. Im Zeitraum zwischen dem Bombenanschlag von Oklahoma City im Jahr 1995 und den Terroranschlägen am 11. September 2001 handelte es sich um den Massenmord mit den meisten Todesopfern auf US-Territorium.
Während frühere Schul-Amokläufe überregional kaum Beachtung gefunden hatten und als isolierte Einzelfälle betrachtet worden waren, führte die enorme Berichterstattung durch die Massenmedien dazu, dass der Columbine-Amoklauf zur „nationalen Angelegenheit“ wurde und School Shootings als wachsendes gesellschaftliches Problem wahrgenommen wurden. Landesweit wurden die Flaggen auf halbmast gesetzt und US-Präsident Bill Clinton äußerte sich in einer eigens dafür einberufenen Pressekonferenz zu dem Ereignis. Die damalige US-Justizministerin Janet Reno meinte: „[…] niemand ist gegen diese Gewalt immun, […] wie nie zuvor muss Amerika zusammenkommen und sich wirklich darauf konzentrieren, Kindern zu helfen, sich auf stabile und positive Weise zu entwickeln.“
Der vom Spiegel als „die Mutter aller Schulmassaker“ bezeichnete Amoklauf an der Columbine High School ist zum Archetyp des School Shootings geworden, an dem spätere Amokläufe noch immer gemessen werden, obwohl es seither mehrere Schulschießereien mit höheren Opferzahlen gegeben hat. Während der Ausdruck „going postal“ in den USA umgangssprachlich für den Amoklauf am Arbeitsplatz verwendet wird, ist „Columbine“ zum Synonym für den Schul-Amoklauf geworden. US-Schüler, die nach dem 20. April 1999 geboren wurden, werden als die „Generation Columbine“ bezeichnet, die nie eine Welt ohne Schulschießereien erlebt hat.

### Populärkultur
Der Amoklauf an der Columbine High School hat Einzug in die Populärkultur gehalten und wird in zahlreichen künstlerischen Werken thematisiert. Beispielsweise griff The Onion die Ereignisse im September 1999 in dem Satire-Artikel Columbine Jocks Safely Resume Bullying auf. Marilyn Manson verarbeiteten die Tat auf ihrem im Jahr 2000 erschienenen Album Holy Wood unter anderem in dem Stück The Nobodies, das von School Shootern und ihrem Verlangen nach Anerkennung handelt. Auch Eminems Rap-Song I’m Back auf dem Album The Marshall Mathers LP aus dem Jahr 2000 und das 2010 veröffentlichte Lied Pumped Up Kicks von Foster the People wurden durch Columbine inspiriert. Die Handlungen der Spielfilme Elephant (2003) von Gus Van Sant, Zero Day (2003) von Ben Coccio und The Dirties (2013) von Matt Johnson basieren ebenso auf den Ereignissen von Columbine wie eine Reihe von Theaterstücken, darunter die Off-Broadway-Produktion The Library (2014) von Steven Soderbergh. Zu den literarischen Werken, die durch die Tat beeinflusst wurden, gehören die Romane We Need to Talk about Kevin (2003) von Lionel Shriver, Neunzehn Minuten (2007) von Jodi Picoult und Die Stunde, in der ich zu glauben begann (2008) von Wally Lamb. Im Jahr 2009 produzierte der WDR die auf den Aufzeichnungen der Täter basierende Hörspiel-Dokumentation Hass! Mehr Hass! Die Geschichte von Eric und Dylan mit Florian Lukas und Marek Harloff in den Sprechrollen von Harris bzw. Klebold. Die Künstlerin Noelle Mason stickte für die Installation Love Letters/White Flag: The Book of God Harris’ Tagebucheinträge auf Stofftaschentücher und nutzte ein Überwachungskamerabild von Harris und Klebold als Motiv für einen Baumwollteppich mit dem Titel Nothing Much Happened Today (for Eric and Dylan). Bunny Rogers thematisierte die Tat in ihren Installationen The Columbine Library (2014) sowie The Columbine Cafeteria (2016) und Fabián Marcaccio verarbeitete das Tatortfoto der Täter-Leichen in seinem Gemälde Eric & Dylan (2011).

### Fangemeinde
Seit dem Aufkommen der sozialen Medien hat sich, insbesondere auf der Blogging-Plattform Tumblr und dem Videoportal YouTube, eine weltweit verbreitete Online-Subkultur mit schätzungsweise mehreren tausend Anhängern entwickelt, die sich intensiv mit dem Fall sowie den Tätern beschäftigen. Während viele dieser sogenannten „Columbiner“ ein rein forensisches Interesse an der Tat haben und sich mit Gleichgesinnten austauschen wollen, reicht die Faszination bei anderen bis hin zum Fankult, bei dem die Täter glorifiziert, romantisiert und zum Gegenstand von Fan-Art oder -Fiction sowie Cosplay gemacht werden. Die Eltern der Täter berichteten über Fanpost, die sie von Groupies ihrer toten Söhne erhalten, und Sicherheitskräfte der Columbine High School zählten allein im Zeitraum von Juni 2018 bis Mai 2019 rund 2.400 Unbefugte, darunter viele Columbiner, die am Betreten des Schulgeländes gehindert werden mussten. Da ihr Verhalten als deviant angesehen wird und sie von anderen Social-Media-Nutzern kritisiert sowie stigmatisiert werden, bleiben die meisten Columbiner anonym. Laut ersten Befragungsstudien zu dem Phänomen handelt es sich überwiegend um junge Frauen im Teenageralter oder in den Zwanzigern, insgesamt gehen Forscher jedoch von einer heterogenen Gruppe mit einem nicht geringen Männeranteil aus. Viele der Befragten gaben an, wie die Columbine-Täter Erfahrungen mit Mobbing gemacht zu haben, sich depressiv, suizidal oder als Außenseiter zu fühlen; einige berichteten über hybristophile Neigungen. Die Mehrheit der Columbiner wird als „harmlos“ eingestuft, vereinzelt wurden Mitglieder dieser Online-Community jedoch zu Nachahmungstätern, weshalb das FBI entsprechende Internetseiten teilweise überwacht.

## Gedenken

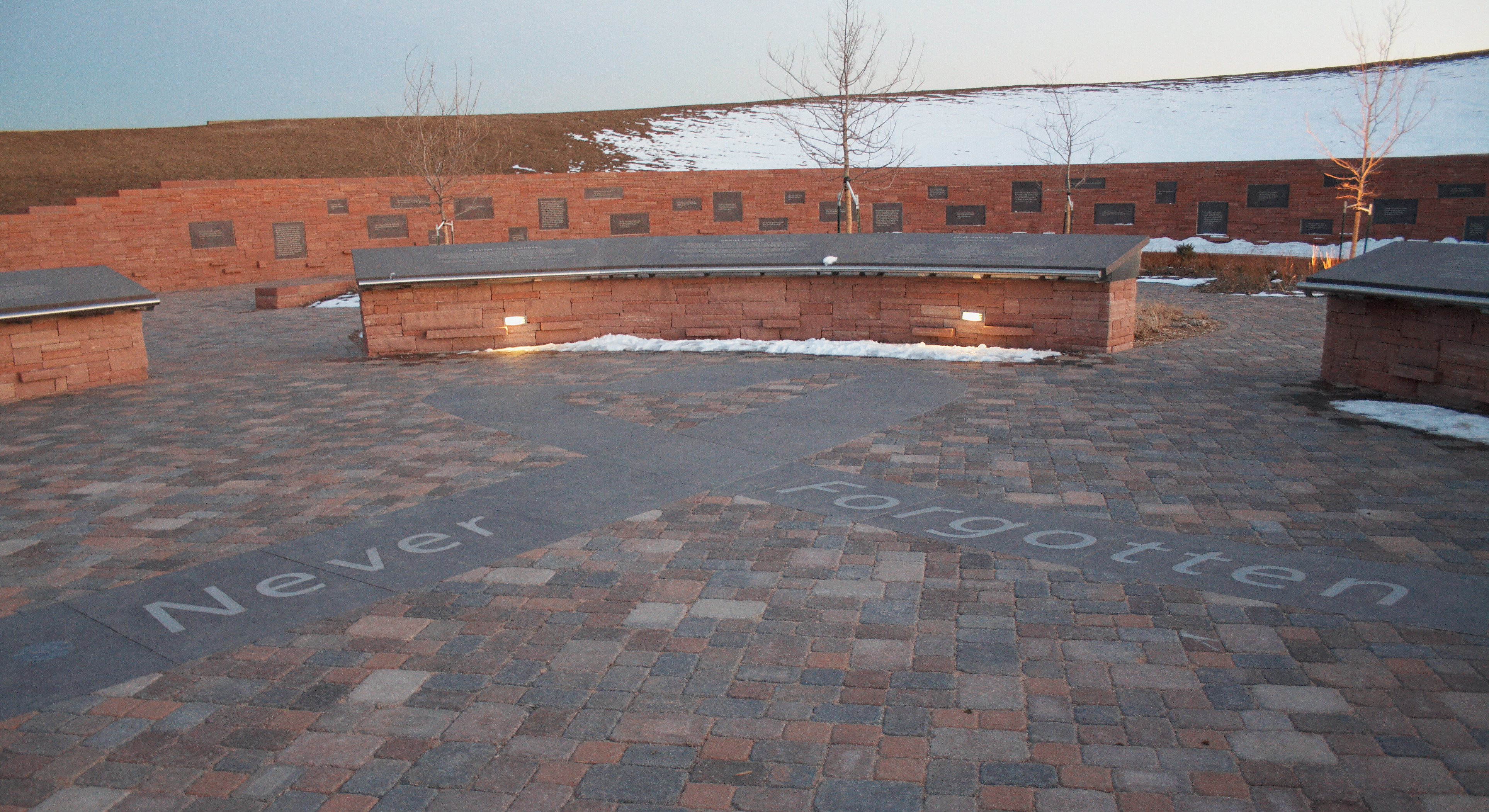
Das Columbine Memorial im Clement Park

Eine Woche nach dem Amoklauf wurden nahe der Schule fünfzehn Kreuze im Gedenken an die Getöteten errichtet, die in den folgenden Tagen rund 125.000 Menschen besuchten. Von den empörten Eltern eines Opfers wurden zwei der Kreuze niedergerissen, da diese für die Täter aufgestellt worden waren. Auch zwei von fünfzehn Bäumen, die im Garten einer Kirche für die Toten gepflanzt worden waren, wurden von Opfer-Angehörigen gefällt. Aus Sorge vor Grabschändungen ließen die Eltern der Täter die Leichen ihrer Söhne einäschern; der Verbleib ihrer Asche wurde nicht öffentlich bekannt.
Nach länger andauernden Finanzierungsschwierigkeiten wurde im Juni 2006 in Anwesenheit des ehemaligen US-Präsidenten Bill Clinton im nahe der Schule gelegenen Clement Park der Grundstein für eine dauerhafte Gedenkstätte gelegt, deren Budget sich auf 2,5 Mio. US-Dollar belief. Das Columbine Memorial wurde im September 2007 eingeweiht. Am Jahrestag des Amoklaufs findet an der Columbine High School traditionell kein Unterricht statt. Die Schüler gedenken am 20. April eines jeden Jahres der Opfer, indem sie gemeinnützige Arbeit leisten.

### Sachliteratur
- Dave Cullen: Columbine. Hachette Book Group, New York, NY 2009, ISBN 978-0-446-55221-9.
- Joachim Gaertner: Ich bin voller Hass – und das liebe ich. Dokumentarischer Roman. Eichborn Verlag, Berlin 2009, ISBN 978-3-8218-5848-7 (Textcollage der Columbine Documents).
- Rita Gleason: Evidence Ignored: What You May Not Know About Columbine. Dreaming Big Publications, 2018, ISBN 978-1-947381-18-6.
- J.S. Hong et al.: The social ecology of the Columbine High School shootings. In: Children and Youth Services Review. Nr. 33. Elsevier, 2011, S. 861–868 (online [PDF; abgerufen am 7. August 2019]).
- Jeff Kass: Columbine: A True Crime Story. Conundrum Press, Golden, CO 2014, ISBN 978-1-938633-26-3.
- Tim Krabbé: Wij zijn, maar wij zijn niet geschift: de schietpartij van Columbine. Prometheus, Amsterdam 2012, ISBN 978-90-446-2073-3 (niederländisch).
- Peter Langman: Why Kids Kill: Inside the Minds of School Shooters. Palgrave Macmillan, New York, NY 2009, ISBN 978-0-230-23637-0, Kapitel 2: “I Am the Law” (über Harris) und Kapitel 3: “A God of Sadness” (über Klebold).
- Ralph W. Larkin: Comprehending Columbine. Temple University Press, Philadelphia, PA 2007, ISBN 978-1-59213-490-8.
- Ralph W. Larkin: The Columbine Legacy: Rampage Shootings as Political Acts. In: American Behavioral Scientist. Band 52, Nr. 9. SAGE, New York, NY 2009, S. 1309–1326 (online [PDF; abgerufen am 4. August 2019]).
- Katie Marsico: The Columbine High School Massacre: Murder in the Classroom. Marshall Cavendish Benchmark, Tarrytown, NY 2011, ISBN 978-0-7614-4985-0.
- Glenn W. Muschert: Media and Massacre: The Social Construction of the Columbine Story. Unv. Diss., University of Colorado, Boulder, CO 2002.
- Jaclyn Schildkraut, Glenn W. Muschert: Columbine, 20 Years Later and Beyond: Lessons from Tragedy. Praeger, Santa Barbara, CA 2019, ISBN 978-1-4408-6252-6.
- Mareike Wilke: Killing For Glory? Ein Amoklauf und seine Hintergründe: Einblicke in das Denken und Handeln der Columbine-Täter. Tectum Wissenschaftsverlag, Marburg 2009, ISBN 978-3-8288-2113-2.

### Memoiren von Überlebenden und Hinterbliebenen
- Misty Bernall: Cassie. Sie sagte Ja und musste uns viel zu früh verlassen. 17 Jahre mit meiner Tochter. Aus dem Englischen von Christian Rendel. Brunnen Verlag, Gießen 2000, ISBN 3-7655-1645-7; Original: She Said Yes. The Unlikely Martyrdom of Cassie Bernall. The Plough Publishing House, Walden, NY 1999, ISBN 0-87486-987-0.
- Brooks Brown, Rob Merritt: No Easy Answers: The Truth Behind Death at Columbine. Lantern Books, New York, NY 2002, ISBN 1-59056-031-0.
- Frank DeAngelis: They Call Me “Mr. De”: The Story of Columbine’s Heart, Resilience, and Recovery. Dave Burgess Consulting, Inc., San Diego, CA 2019, ISBN 978-1-949595-06-2.
- Sue Klebold: Liebe ist nicht genug – Ich bin die Mutter eines Amokläufers. Aus dem Englischen von Andrea Kunstmann. Fischer Verlag, Frankfurt am Main 2016, ISBN 978-3-596-03431-4; Original: A Mother’s Reckoning – Living in the Aftermath of Tragedy. Broadway Books, New York, NY 2016, ISBN 978-1-101-90277-6.
- Tom Mauser: Walking in Daniel’s Shoes: A Father’s Journey Through Grief, Controversy, Activism, and Healing Following His Son’s Death at Columbine. Ocean Star Publishing, 2012, ISBN 978-0-9853021-1-5.
- Beth Nimmo, Darrell Scott, Steve Rabey: Rachel’s Tears: The Spiritual Journey of Columbine Martyr Rachel Scott. Nelson, Nashville, TN 2000, ISBN 0-7852-6848-0.
- Kacey Ruegsegger Johnson, Karen Booker Schelhaas: Over My Shoulder: A Columbine Survivor’s Story of Resilience, Hope, and a Life Reclaimed. OMS, LLC, USA 2019, ISBN 978-1-73365-160-8.
- Marilyn Saltzmann, Linda Lou Sanders: Dave Sanders: Columbine Teacher, Coach, Hero. Xlibris, Bloomington, IN 2004, ISBN 978-1-4134-5221-1.
- Grant Whitus, Thom Vines: Bullet Riddled: The First S.W.A.T. Officer Inside Columbine … and Beyond. Waldorf Publishing, Grapevine, TX 2016, ISBN 978-1-943276-02-8.
- Crystal Woodman Miller, Ashley Wiersma: Ich dachte mein Leben ist vorbei. Wie der Amoklauf von Littleton eine junge Frau veränderte. Aus dem Englischen von Eva Weyandt. Gerth Medien, Asslar 2008, ISBN 978-3-86591-297-8; Original: Marked for Life: Choosing Hope and Discovering Purpose After Earth-Shattering Tragedy. NavPress, Colorado Springs, CO 2006, ISBN 1-57683-936-2.

## Film- und Audiomaterial
- 1999: ARD-Brennpunkt vom 21. April 1999
- 1999: An American Tragedy: The Littleton Massacre (Dokumentation)
- 1999: Columbine: The Lost Boys (Dokumentation, BBC Two)
- 2001: 60 Minutes – Columbine (Staffel 3, Folge 27)
- 2002: Bowling for Columbine (Regie: Michael Moore)
- 2002: Investigative Reports – Columbine: Understanding Why (A&E Network)
- 2003: Covering Columbine (Dokumentation, University of Colorado Boulder)
- 2004: Columbine High School – Protokoll eines Massakers (Originaltitel: Zero Hour: Massacre at Columbine High, Dokumentarfilmreihe, Staffel 1, Folge 2)
- 2006: City in Fear: Columbine (Dokumentation, MSNBC)
- 2006: ttt – titel, thesen, temperamente (Sendung vom 5. November 2006, BR)
- 2007: The Final Report: Columbine Massacre (Dokumentation)
- 2007: The Columbine Killers (Dokumentation)
- 2009: 13 Families: Life After Columbine (Dokumentation)
- 2009: Hass! Mehr Hass! Die Geschichte von Eric und Dylan (WDR-Hörspiel-Dokumentation)
- 2014: Dateline NBC – Columbine: The Road Home (Staffel 22, Folge 34)
- 2014: Killing Spree – The Columbine Massacre (Channel 5, Dokumentationsreihe, Staffel 1, Folge 6)
- 2016: 20/20: Silence Broken: A Mother’s Reckoning (ABC-Special, Diane Sawyer im Interview mit Sue Klebold)
- 2016: My son was a Columbine shooter. This is my story (Vortrag von Sue Klebold bei TED Talk)[221]
- 2017: Active Shooter: America Under Fire – Columbine, Colorado (Dokumentationsreihe, Staffel 1, Folge 8)
- 2018: We are Columbine (Dokumentation)
- 2019: American Tragedy: Love Is Not Enough (Dokumentation)
- 2019: Generation Columbine (Dokumentation)
- 2021: Eltern eines Amokläufers (Arte-Dokumentation)